# Nati nel 1900

## Gennaio(128)
- 1º gennaio - Paolo Angelino, politico italiano († 1974)
- 1º gennaio - Paola Borboni, attrice italiana († 1995)
- 1º gennaio - Giovanni Corbjons, calciatore e allenatore di calcio italiano († 1970)
- 1º gennaio - Xavier Cugat, musicista e direttore d'orchestra spagnolo († 1990)
- 1º gennaio - Luigi De Manes, allenatore di calcio e calciatore italiano († 1972)
- 1º gennaio - Loris Desti, calciatore italiano
- 1º gennaio - Giuseppe Lanza, scrittore, drammaturgo e critico teatrale italiano († 1988)
- 1º gennaio - Istvan Pollack, calciatore ungherese
- 1º gennaio - Lillian Rich, attrice inglese († 1954)
- 1º gennaio - Pietro Scevola, nuotatore, allenatore di calcio e calciatore italiano († 1944)
- 1º gennaio - Dante Silvestri, calciatore italiano
- 1º gennaio - Chiune Sugihara, diplomatico giapponese († 1986)
- 2 gennaio - Antonio Aniante, scrittore e commediografo italiano († 1983)
- 2 gennaio - Albin Dahl, calciatore e allenatore di calcio svedese († 1980)
- 2 gennaio - Emilio Dell'Oro, bobbista italiano
- 2 gennaio - William Haines, attore e antiquario statunitense († 1973)
- 2 gennaio - Mansaku Itami, regista e sceneggiatore giapponese († 1946)
- 2 gennaio - Carlo Lombardi, attore italiano († 1984)
- 2 gennaio - Leslie Copus Peltier, astronomo statunitense († 1980)
- 3 gennaio - Robert Adair, attore statunitense († 1954)
- 3 gennaio - Amerigo Canegrati, pittore italiano († 1938)
- 3 gennaio - Marcel Gobillot, ciclista su strada francese († 1981)
- 3 gennaio - Erik Husted, hockeista su prato danese († 1988)
- 4 gennaio - James Bond, ornitologo statunitense († 1989)
- 4 gennaio - Romeo Gregori, scultore italiano († 1940)
- 4 gennaio - Ivan Šojat, calciatore jugoslavo († 2001)
- 4 gennaio - Aurelio Spoto, partigiano e medico italiano († 1976)
- 5 gennaio - Michele Abati, mafioso italiano († 1962)
- 5 gennaio - Yves Tanguy, pittore francese († 1955)
- 6 gennaio - Günther Gumprich, militare tedesco († 1943)
- 6 gennaio - Maria di Romania, regina († 1961)
- 6 gennaio - Hede Massing, attrice e agente segreto austriaca († 1981)
- 6 gennaio - Roberto Terracini, scultore italiano († 1976)
- 7 gennaio - Primo Bay, calciatore italiano († 1978)
- 7 gennaio - John Brownlee, baritono australiano († 1969)
- 7 gennaio - Arvo Haavisto, lottatore finlandese († 1977)
- 7 gennaio - Robert Le Vigan, attore francese († 1972)
- 7 gennaio - Giuseppe Morabito, poeta italiano († 1997)
- 8 gennaio - Dorothy Adams, attrice statunitense († 1988)
- 8 gennaio - Jacob Berner, calciatore norvegese († 1941)
- 8 gennaio - François de Menthon, giurista e politico francese († 1984)
- 8 gennaio - Gaetano Trombatore, critico letterario italiano († 1994)
- 9 gennaio - Vasilij Gavrilovič Grabin, ingegnere militare sovietico († 1980)
- 9 gennaio - Anton Schmid, militare austriaco († 1942)
- 10 gennaio - Mario Mastrangelo, militare italiano († 1943)
- 10 gennaio - Teodoro Picado Michalski, politico costaricano († 1960)
- 11 gennaio - Guido Fulignot, pittore italiano († 1986)
- 11 gennaio - Enea Silvio Recagno, militare e aviatore italiano († 1936)
- 12 gennaio - Fuller Albright, medico statunitense († 1969)
- 12 gennaio - Siegfried Schürenberg, attore tedesco († 1993)
- 13 gennaio - Delfo Bellini, calciatore e allenatore di calcio italiano († 1953)
- 13 gennaio - Gertrude Mary Cox, statistica statunitense († 1978)
- 13 gennaio - Antonio Herin, fondista e sciatore di pattuglia militare italiano († 1990)
- 13 gennaio - Onofrio Martinelli, pittore italiano († 1966)
- 13 gennaio - Isabel Wilder, scrittrice e mecenate statunitense († 1995)
- 14 gennaio - Guglielmo Alberti, scrittore, critico letterario e antifascista italiano († 1964)
- 14 gennaio - Jenő Barcsay, pittore ungherese († 1988)
- 14 gennaio - Elfriede Paul, medico tedesco († 1981)
- 15 gennaio - Compton Bennett, regista britannico († 1974)
- 15 gennaio - William Heinesen, scrittore, poeta e pittore faroese († 1991)
- 15 gennaio - Giuseppe Lobianco, calciatore italiano († 1980)
- 15 gennaio - Felice Romano, attore italiano († 1959)
- 15 gennaio - Eugenio Vinci, rugbista a 15 e allenatore di rugby a 15 italiano († 1951)
- 16 gennaio - Pepe Arias, attore argentino († 1967)
- 16 gennaio - Helge Gustafsson, ginnasta svedese († 1981)
- 16 gennaio - Charles Joseph Lemaire, vescovo cattolico e missionario francese († 1995)
- 16 gennaio - Hans Mehlhorn, bobbista tedesco († 1983)
- 16 gennaio - Giovanni Monti, calciatore e aviatore italiano († 1931)
- 16 gennaio - Sid Rogell, produttore cinematografico statunitense († 1973)
- 16 gennaio - Nikita Aleksandrovič Romanov, principe russo († 1974)
- 17 gennaio - Mario Ciamberlini, arbitro di calcio italiano († 1977)
- 17 gennaio - Edith Frank, tedesca († 1945)
- 17 gennaio - Giuseppe Giustacchini, calciatore italiano († 1974)
- 18 gennaio - George Calnan, schermidore statunitense († 1933)
- 18 gennaio - Costanzo Casana, militare e marinaio italiano († 1942)
- 18 gennaio - Wendelin Joseph Nold, vescovo statunitense († 1981)
- 18 gennaio - Wan Guchan, regista cinese († 1995)
- 19 gennaio - Štefan Barnaš, vescovo cattolico slovacco († 1964)
- 19 gennaio - Vadim Borisovskij, violista sovietico († 1972)
- 19 gennaio - Giovanni Colacicchi, pittore italiano († 1992)
- 19 gennaio - Leslie White, antropologo statunitense († 1975)
- 20 gennaio - Colin Clive, attore britannico († 1937)
- 20 gennaio - Franz Esser, calciatore tedesco († 1982)
- 20 gennaio - Silla Giuseppe Fortunato, ingegnere italiano († 1973)
- 20 gennaio - Karl Hanisch, schermidore austriaco († 1957)
- 21 gennaio - Elof Ahrle, attore e regista svedese († 1965)
- 21 gennaio - Anselm Franz, ingegnere aeronautico austriaco († 1994)
- 21 gennaio - Fernando Quiroga y Palacios, cardinale e arcivescovo cattolico spagnolo († 1971)
- 21 gennaio - Bernhard Rensch, biologo e ornitologo tedesco († 1990)
- 21 gennaio - Heinrich Weber, calciatore tedesco († 1977)
- 22 gennaio - Ernst Busch, attore, regista e cantante tedesco († 1980)
- 22 gennaio - Frank Leslie Cross, teologo britannico († 1968)
- 22 gennaio - Ludovico Di Caporiacco, entomologo e aracnologo italiano († 1951)
- 22 gennaio - Fredric Hope, scenografo statunitense († 1937)
- 22 gennaio - Aage Jørgensen, ginnasta danese († 1972)
- 22 gennaio - René Pellos, fumettista francese († 1998)
- 22 gennaio - François Spirito, criminale italiano († 1967)
- 22 gennaio - Juan Tizol, trombonista e compositore portoricano († 1984)
- 23 gennaio - Bino Bini, schermidore italiano († 1974)
- 23 gennaio - Ralph Graves, attore, sceneggiatore e regista statunitense († 1977)
- 23 gennaio - David Hand, animatore, regista e produttore cinematografico statunitense († 1986)
- 23 gennaio - Luciano Marmo, calciatore e dirigente sportivo italiano († 1966)
- 24 gennaio - Hans Christern, generale tedesco († 1966)
- 24 gennaio - Theodosius Dobzhansky, genetista e biologo sovietico († 1975)
- 24 gennaio - René Guillot, scrittore e illustratore francese († 1969)
- 24 gennaio - Heinz Hax, tiratore a segno tedesco († 1969)
- 24 gennaio - Margherita Carola di Sassonia, principessa († 1962)
- 25 gennaio - Letterio Cannistraci, militare e aviatore italiano († 1939)
- 25 gennaio - Schuyler Enck, mezzofondista statunitense († 1970)
- 25 gennaio - István Fekete, scrittore ungherese († 1970)
- 26 gennaio - Andy Auld, calciatore scozzese († 1977)
- 26 gennaio - Spartaco Di Ciolo, scultore e incisore italiano († 1968)
- 26 gennaio - Yva, fotografa tedesca († 1944)
- 27 gennaio - Hana Meličková, attrice slovacca († 1978)
- 27 gennaio - Hyman Rickover, ammiraglio e medico statunitense († 1986)
- 27 gennaio - Werner Stuber, cavaliere svizzero († 1957)
- 27 gennaio - Franco d'Urso, pittore italiano († 1989)
- 28 gennaio - Anni Holdmann, velocista tedesca († 1960)
- 28 gennaio - Hermann Kesten, romanziere, drammaturgo e editore tedesco († 1996)
- 28 gennaio - Osvaldo Sacchi, allenatore di calcio e calciatore italiano († 1984)
- 29 gennaio - Irving Chernev, scacchista e scrittore statunitense († 1981)
- 29 gennaio - František Kolenatý, calciatore cecoslovacco († 1956)
- 30 gennaio - Giorgio Braccesi, politico italiano († 1975)
- 30 gennaio - Isaak Osipovič Dunaevskij, compositore e direttore d'orchestra sovietico († 1955)
- 31 gennaio - Omraam Mikhaël Aïvanhov, filosofo e pedagogo bulgaro († 1986)
- 31 gennaio - Faustino Barbina, politico italiano († 1982)
- 31 gennaio - Giuseppe Marzari, attore teatrale, comico e umorista italiano († 1974)
- 31 gennaio - Betty Parsons, artista e collezionista d'arte statunitense († 1982)

## Febbraio(103)
- 1º febbraio - Antonio Cetti, calciatore italiano († 1980)
- 1º febbraio - Attilio Fizzotti, calciatore italiano
- 1º febbraio - Georg Köhler, calciatore tedesco († 1972)
- 1º febbraio - Joey Sternaman, giocatore di football americano statunitense († 1988)
- 2 febbraio - Giannetto Bezzecchi, calciatore italiano († 1961)
- 2 febbraio - Anatolij Golovnja, direttore della fotografia sovietico († 1982)
- 2 febbraio - Gorella Gori, attrice italiana († 1963)
- 2 febbraio - Guido Olivares, calciatore italiano
- 2 febbraio - Clarence Pinkston, tuffatore statunitense († 1961)
- 2 febbraio - Eino Purje, mezzofondista finlandese († 1984)
- 2 febbraio - Giuseppe Tosi, calciatore italiano († 1981)
- 2 febbraio - Francesco Valli, storico e biografo italiano († 1978)
- 3 febbraio - Umberto Amaduzzi, politico italiano († 1944)
- 3 febbraio - Pierre Massy, calciatore olandese († 1958)
- 4 febbraio - Emil Girl, nuotatore e pallanuotista cecoslovacco
- 4 febbraio - Vincent Impellitteri, politico italiano († 1987)
- 4 febbraio - Jacques Prévert, poeta e sceneggiatore francese († 1977)
- 5 febbraio - Ludovico Bidoglio, calciatore argentino († 1970)
- 5 febbraio - Adlai Stevenson II, politico e diplomatico statunitense († 1965)
- 6 febbraio - Paul László, architetto e designer ungherese († 1993)
- 6 febbraio - Enrico Mariani, politico italiano († 1978)
- 6 febbraio - Licurgo Sommariva, pittore italiano († 1984)
- 7 febbraio - Alceo Folicaldi, poeta italiano († 1952)
- 7 febbraio - Alfredo Menichelli, attore teatrale e attore cinematografico italiano († 1979)
- 7 febbraio - George Oppenheimer, sceneggiatore, commediografo e giornalista statunitense († 1977)
- 7 febbraio - Josip Primožic, ginnasta jugoslavo († 1985)
- 8 febbraio - Robert Bibal, regista e sceneggiatore francese († 1973)
- 8 febbraio - Franco Colella, pittore italiano († 1979)
- 8 febbraio - Ivan Petrovič Ivanov-Vano, regista e sceneggiatore sovietico († 1987)
- 8 febbraio - Howard Jackson, compositore statunitense († 1966)
- 8 febbraio - Edoardo Persico, critico d'arte e saggista italiano († 1936)
- 9 febbraio - Eliseo Maria Coroli, vescovo cattolico e missionario italiano († 1982)
- 9 febbraio - Robert De Grasse, direttore della fotografia statunitense († 1971)
- 9 febbraio - Fritz Mandl, imprenditore austriaco († 1977)
- 9 febbraio - Luigi Nardi, ingegnere italiano († 1978)
- 10 febbraio - Syd Bishop, calciatore inglese († 1949)
- 10 febbraio - Gianna Pederzini, mezzosoprano italiano († 1988)
- 11 febbraio - Wobbe Alkema, pittore olandese († 1984)
- 11 febbraio - Hans-Georg Gadamer, filosofo tedesco († 2002)
- 11 febbraio - Olindo Galli, politico, calciatore e allenatore di calcio italiano († 1983)
- 11 febbraio - Johann Klima, calciatore austriaco († 1946)
- 11 febbraio - Jōsei Toda, educatore, editore e attivista giapponese († 1958)
- 12 febbraio - Pink Anderson, cantante e chitarrista statunitense († 1974)
- 12 febbraio - Mario Bracci, giurista italiano († 1959)
- 12 febbraio - Vasilij Ivanovič Čujkov, generale e politico sovietico († 1982)
- 12 febbraio - Ferenc Körmendi, scrittore ungherese († 1972)
- 13 febbraio - Bernard Coy, criminale statunitense († 1946)
- 13 febbraio - Roy Harrod, economista britannico († 1978)
- 14 febbraio - Mario Venzo, gesuita e pittore italiano († 1989)
- 15 febbraio - Francesco Bertoglio, vescovo cattolico italiano († 1977)
- 15 febbraio - Erna Stahl, pedagoga e antifascista tedesca († 1980)
- 16 febbraio - Nasrollah Entezam, politico, funzionario e diplomatico iraniano († 1980)
- 16 febbraio - Albert Hackett, attore e sceneggiatore statunitense († 1990)
- 16 febbraio - Albert Öijermark, calciatore svedese († 1976)
- 17 febbraio - Nikolaj Pavlovič Anosov, direttore d'orchestra e pedagogista russo († 1962)
- 17 febbraio - Lawrence G. Blochman, scrittore e sceneggiatore statunitense († 1975)
- 17 febbraio - Ruth Clifford, attrice e doppiatrice statunitense († 1998)
- 17 febbraio - Richard Gedlich, calciatore tedesco († 1971)
- 17 febbraio - Janko Rodin, calciatore jugoslavo († 1974)
- 18 febbraio - Guido Bedarida, scrittore italiano († 1962)
- 18 febbraio - Cecil Griffiths, velocista britannico († 1945)
- 18 febbraio - Russell Hopton, attore e regista statunitense († 1945)
- 19 febbraio - Ranuccio Bianchi Bandinelli, archeologo e politico italiano († 1975)
- 19 febbraio - Nello Carrara, fisico italiano († 1993)
- 19 febbraio - James Nance, imprenditore statunitense († 1984)
- 19 febbraio - Maksim Zacharovič Saburov, politico, ingegnere e economista sovietico († 1977)
- 19 febbraio - Ioan Sandu, militare e aviatore rumeno († 1944)
- 20 febbraio - Sanshi Imai, micologo giapponese († 1976)
- 20 febbraio - Bernard Knowles, direttore della fotografia, regista e sceneggiatore britannico († 1975)
- 20 febbraio - Antonio Veretti, compositore italiano († 1978)
- 21 febbraio - Jeanne Aubert, attrice e cantante francese († 1988)
- 21 febbraio - Pietro Maria Bardi, giornalista, critico d'arte e gallerista italiano († 1999)
- 21 febbraio - Camillo Caironi, arbitro di calcio italiano († 1962)
- 21 febbraio - Flavio Calzavara, sceneggiatore e regista italiano († 1981)
- 21 febbraio - Giambattista Fanales, politico italiano († 1970)
- 21 febbraio - Madeleine Fromet, attrice francese († 1983)
- 21 febbraio - Madeleine Renaud, attrice francese († 1994)
- 22 febbraio - Luis Buñuel, regista, sceneggiatore e produttore cinematografico spagnolo († 1983)
- 22 febbraio - Paul Kollsman, inventore tedesco († 1982)
- 22 febbraio - Pedro Ochoa, calciatore argentino († 1947)
- 22 febbraio - Mario Sansone, critico letterario e storico della letteratura italiano († 1996)
- 22 febbraio - Pietro Valdoni, chirurgo italiano († 1976)
- 23 febbraio - Edoardo Moretti, calciatore italiano
- 23 febbraio - Maksim Štrauch, attore sovietico († 1974)
- 24 febbraio - Frate Ave Maria, religioso italiano († 1964)
- 24 febbraio - Augusto Parboni, calciatore italiano († 1984)
- 25 febbraio - Franz Buxbaum, botanico austriaco († 1979)
- 25 febbraio - Marina Jurlova, militare, scrittrice e ballerina russa († 1984)
- 26 febbraio - Eugen Allwein, alpinista, medico e sportivo tedesco († 1982)
- 26 febbraio - Anton Augustín Baník, storico, filosofo e filologo slovacco († 1978)
- 26 febbraio - Margarita Ferreras, poetessa spagnola († 1964)
- 26 febbraio - Jean Negulesco, regista, sceneggiatore e attore rumeno († 1993)
- 26 febbraio - Alois Pupp, politico italiano († 1969)
- 26 febbraio - Tommaso Spasari, avvocato e politico italiano († 1971)
- 26 febbraio - Fritz Wiessner, alpinista e chimico tedesco († 1988)
- 27 febbraio - Julián Acuña Galé, botanico cubano († 1973)
- 27 febbraio - Palmiro Foresi, politico italiano († 1980)
- 27 febbraio - Evert Lundquist, calciatore svedese († 1979)
- 27 febbraio - Michael O'Connor, nuotatore e pallanuotista irlandese († 1957)
- 28 febbraio - Antonio Da Sacco, calciatore italiano († 1984)
- 28 febbraio - Rafael González Iglesias, imprenditore e avvocato spagnolo († 1951)
- 28 febbraio - Edna Manley, scultrice e politica giamaicana († 1987)
- 28 febbraio - Francis Wilfred de Guingand, generale britannico († 1979)

## Marzo(135)
- 1º marzo - Basil Bunting, poeta britannico († 1985)
- 1º marzo - Eraldo Da Roma, montatore italiano († 1981)
- 1º marzo - Angelo Righetti, scultore italiano († 1972)
- 1º marzo - Hans Spatzenegger, militare tedesco († 1947)
- 2 marzo - Morris Jessup, scrittore statunitense († 1959)
- 2 marzo - Józef e Wiktoria Ulma, polacco († 1944)
- 2 marzo - Lelio Vittorio Valobra, avvocato italiano († 1976)
- 2 marzo - Kurt Weill, compositore e musicista tedesco († 1950)
- 2 marzo - Arsenij Grigor'evič Zverev, politico e insegnante sovietico († 1969)
- 3 marzo - Giuseppe Anepeta, violinista, pianista e compositore italiano († 1963)
- 3 marzo - Heinrich Barbl, militare austriaco
- 3 marzo - Edna Best, attrice britannica († 1974)
- 3 marzo - Ruby Dandridge, attrice e conduttrice radiofonica statunitense († 1987)
- 3 marzo - Johannes Quasten, teologo tedesco († 1987)
- 4 marzo - Désiré Bastin, calciatore belga († 1971)
- 4 marzo - Armando Bernabiti, architetto italiano († 1970)
- 4 marzo - Herbert Biberman, regista, sceneggiatore e produttore cinematografico statunitense († 1971)
- 4 marzo - Carlo Fracchia, calciatore italiano († 1944)
- 5 marzo - Romolo Diecidue, politico italiano († 1975)
- 6 marzo - Filippo Artelli, imprenditore e politico italiano († 1977)
- 6 marzo - Ugo Ceria, calciatore italiano († 1979)
- 6 marzo - Alberto Chiari, filologo, critico letterario e italianista italiano († 1998)
- 6 marzo - Gina Cigna, soprano francese († 2001)
- 6 marzo - Ludwig Donath, attore austriaco († 1967)
- 6 marzo - Lefty Grove, giocatore di baseball statunitense († 1975)
- 6 marzo - Nikolaj Pavlovič Ochlopkov, attore e regista sovietico († 1967)
- 6 marzo - Avraham Shlonsky, poeta israeliano († 1973)
- 7 marzo - Evald Aav, compositore estone († 1939)
- 7 marzo - Guido Andloviz, designer, ceramista e architetto italiano († 1971)
- 7 marzo - Herbert Blumer, sociologo statunitense († 1987)
- 7 marzo - Giuseppe Capogrossi, pittore italiano († 1972)
- 7 marzo - Benn Wolfe Levy, commediografo, sceneggiatore e politico britannico († 1973)
- 7 marzo - Fritz London, fisico tedesco († 1954)
- 7 marzo - Stefano Margotti, tiratore a segno italiano († 1981)
- 7 marzo - Siro Montanari, calciatore italiano († 1965)
- 7 marzo - Carel Willink, pittore olandese († 1983)
- 8 marzo - Howard Hathaway Aiken, matematico statunitense († 1973)
- 8 marzo - Jan van Alphen, chimico olandese († 1969)
- 8 marzo - Heinz Brückner, poliziotto tedesco († 1968)
- 8 marzo - Rafael Ángel Calderón Guardia, politico costaricano († 1970)
- 8 marzo - Aleksandr Ivanovič Medvedkin, regista cinematografico sovietico († 1989)
- 8 marzo - Henry Abel Smith, politico britannico († 1993)
- 9 marzo - Aimone di Savoia-Aosta, militare e ammiraglio italiano († 1948)
- 9 marzo - Arnaldo Bartoli, pittore italiano († 1993)
- 9 marzo - Marisa Mori, pittrice italiana († 1985)
- 9 marzo - Ermenegildo Negri, calciatore e allenatore di calcio italiano
- 9 marzo - Loren Ryder, effettista statunitense († 1985)
- 9 marzo - Sidney Webster, aviatore e militare britannico († 1984)
- 10 marzo - Olive Ann Alcorn, attrice, modella e ballerina statunitense († 1972)
- 10 marzo - Violet Brown, supercentenaria giamaicana († 2017)
- 10 marzo - Emanuele Guerrieri, politico italiano († 1968)
- 10 marzo - Erik Johansson, calciatore svedese († 1983)
- 10 marzo - Corrado Parducci, scultore italiano († 1981)
- 11 marzo - Antonio Arrillaga, calciatore spagnolo († 1963)
- 11 marzo - Alfredo Dinale, ciclista su strada e pistard italiano († 1976)
- 11 marzo - Charley Lincoln, musicista statunitense († 1963)
- 12 marzo - Rinus van den Berge, velocista olandese († 1972)
- 12 marzo - Giovanni Cerri, poeta italiano († 1970)
- 12 marzo - Gustavo Rojas Pinilla, politico e generale colombiano († 1975)
- 13 marzo - Francesco Leone, politico, sindacalista e antifascista italiano († 1984)
- 13 marzo - José Clemente Maurer, cardinale e arcivescovo cattolico tedesco († 1990)
- 13 marzo - James Needles, allenatore di pallacanestro statunitense († 1969)
- 13 marzo - Giorgos Seferis, poeta, saggista e diplomatico greco († 1971)
- 13 marzo - Salote Tupou III, regina tongano († 1965)
- 14 marzo - Grit Haid, attrice austriaca († 1938)
- 15 marzo - Edmundo Branco, canottiere brasiliano
- 15 marzo - Gilberto Freyre, scrittore, pittore e sociologo brasiliano († 1987)
- 15 marzo - Luigi Longo, politico, partigiano e antifascista italiano († 1980)
- 15 marzo - Frances Partridge, scrittrice inglese († 2004)
- 15 marzo - Ernst Neufert, architetto tedesco († 1986)
- 15 marzo - Giuseppe Puerari, calciatore e partigiano italiano († 1944)
- 15 marzo - Emilio Sagi Liñán, calciatore spagnolo († 1951)
- 15 marzo - Wolfgang Schadewaldt, filologo classico, traduttore e critico letterario tedesco († 1974)
- 15 marzo - Pietro Vecellio, politico italiano († 1997)
- 16 marzo - Giuseppe Gonella, politico italiano († 1978)
- 16 marzo - Olga Belajeff, attrice russa
- 16 marzo - Rudolf Rahn, diplomatico tedesco († 1975)
- 17 marzo - Billy Butler, calciatore e allenatore di calcio inglese († 1966)
- 17 marzo - Arturo Capettini, partigiano italiano († 1943)
- 17 marzo - Augusto Di Giovanni, attore italiano († 1975)
- 17 marzo - Alfred Newman, compositore e direttore d'orchestra statunitense († 1970)
- 17 marzo - Manuel Plaza, maratoneta e mezzofondista cileno († 1969)
- 17 marzo - Corrado Quaglino, anarchico e pubblicista italiano († 1990)
- 18 marzo - Marten von Barnekow, cavaliere tedesco († 1967)
- 18 marzo - Jack Delaney, pugile canadese († 1948)
- 18 marzo - Mario Fubini, critico letterario italiano († 1977)
- 18 marzo - Giuseppe Gandini, calciatore italiano († 1989)
- 18 marzo - Chris Graham, pugile canadese († 1986)
- 18 marzo - Roberto Grau, scacchista argentino († 1944)
- 18 marzo - Tinsley Randolph Harrison, medico statunitense († 1978)
- 18 marzo - Hanne Sobek, calciatore e allenatore di calcio tedesco († 1989)
- 18 marzo - Francesco Vaccaro, giurista, avvocato e politico italiano († 1977)
- 19 marzo - Nullo Albertelli, ingegnere italiano († 1968)
- 19 marzo - Mario Giorgini, ammiraglio italiano († 1977)
- 19 marzo - Frédéric Joliot-Curie, fisico francese († 1958)
- 19 marzo - René Lorain, velocista francese († 1984)
- 20 marzo - Hans Rehmann, attore svizzero († 1939)
- 21 marzo - Paul Kletzki, compositore e direttore d'orchestra polacco († 1973)
- 21 marzo - Sun Yu, regista cinese († 1990)
- 22 marzo - Daniele Moruzzi, calciatore italiano († 1989)
- 22 marzo - Ludwig Wieder, calciatore tedesco († 1977)
- 23 marzo - José Joaquín Araiza, scacchista messicano († 1971)
- 23 marzo - Luigi Cella, calciatore italiano
- 23 marzo - Hassan Fathy, architetto e urbanista egiziano († 1989)
- 23 marzo - Erich Fromm, psicologo, psicoanalista e filosofo tedesco († 1980)
- 23 marzo - Dezideriu Jacobi, calciatore rumeno († 1924)
- 23 marzo - Ruy Serra, vescovo cattolico brasiliano († 1986)
- 24 marzo - Karl-Jesko von Puttkamer, ammiraglio tedesco († 1981)
- 24 marzo - Ivan Semënovič Kozlovskij, tenore sovietico († 1993)
- 24 marzo - Augusts Skiltriters, calciatore lettone († 1971)
- 25 marzo - Manuel Guitián, attore spagnolo († 1992)
- 25 marzo - Agostino Richelmy, poeta e traduttore italiano († 1991)
- 26 marzo - Angela Maria Autsch, religiosa tedesca († 1944)
- 26 marzo - Erich Bauer, militare tedesco († 1980)
- 26 marzo - Giovanni Urbani, cardinale e patriarca cattolico italiano († 1969)
- 27 marzo - Mario Giovanni Barbieri, magistrato e politico italiano
- 27 marzo - John Page, pattinatore artistico su ghiaccio britannico († 1947)
- 27 marzo - Eric Reim, ciclista su strada tedesco
- 27 marzo - Harold Rose, allenatore di calcio e calciatore inglese († 1990)
- 28 marzo - Fosco Giachetti, attore italiano († 1974)
- 28 marzo - Achille Longo, compositore italiano († 1954)
- 28 marzo - Günther Wrede, storico e archivista tedesco († 1977)
- 28 marzo - Emmy Zehden, antifascista tedesca († 1944)
- 29 marzo - Edoardo Catto, calciatore italiano († 1963)
- 29 marzo - John McEwen, politico australiano († 1980)
- 29 marzo - Jiří Wolker, poeta ceco († 1924)
- 30 marzo - Bruno Filippi, rivoluzionario e anarchico italiano († 1919)
- 30 marzo - María Moliner, archivista e bibliotecaria spagnola († 1981)
- 30 marzo - Santos Urdinarán, calciatore uruguaiano († 1979)
- 31 marzo - Louis Campagna, mafioso statunitense († 1955)
- 31 marzo - John Gaddum, farmacologo britannico († 1965)
- 31 marzo - John Lyons, hockeista su ghiaccio statunitense († 1971)
- 31 marzo - Heinrich Schlier, teologo tedesco († 1978)
- 31 marzo - Lőrinc Szabó, poeta e traduttore ungherese († 1957)
- 31 marzo - Henry, duca di Gloucester, nobile britannico († 1974)

## Aprile(118)
- 1º aprile - Arnaldo Bocelli, critico letterario, giornalista e italianista italiano († 1974)
- 1º aprile - Luigi Pirovano, arbitro di calcio italiano († 1988)
- 1º aprile - Matteo Schiavone, calciatore e allenatore di calcio italiano († 1984)
- 2 aprile - Maria Cristina Bezzi-Scali, italiana († 1994)
- 2 aprile - Bernarde Laffaille, ingegnere francese († 1955)
- 2 aprile - Alfred Strange, calciatore inglese († 1978)
- 3 aprile - Camille Chamoun, politico libanese († 1987)
- 3 aprile - Shlomo Dov Goitein, orientalista tedesco († 1985)
- 3 aprile - Albert Ingham, matematico britannico († 1967)
- 3 aprile - Edward Jeffries, politico statunitense († 1950)
- 3 aprile - Edward Ward, compositore statunitense († 1971)
- 3 aprile - Franz Carl Weiskopf, scrittore e giornalista tedesco († 1955)
- 4 aprile - Waldemar Klingelhöfer, agente segreto tedesco († 1977)
- 4 aprile - Adolf Patek, allenatore di calcio e calciatore austriaco († 1982)
- 4 aprile - Marta Sammartini, scultrice e pittrice italiana († 1954)
- 4 aprile - Henry FitzRoy Somerset, X duca di Beaufort, nobile inglese († 1984)
- 4 aprile - Orvar Trolle, nuotatore svedese († 1971)
- 5 aprile - Herbert Bayer, artista austriaco († 1985)
- 5 aprile - Ferdinando Carbone, giurista, magistrato e funzionario italiano († 1990)
- 5 aprile - Sof'ja Magarill, attrice sovietica († 1943)
- 5 aprile - Max Morise, artista, scrittore e attore francese († 1973)
- 5 aprile - Elisabeth Neumann-Viertel, attrice austriaca († 1994)
- 5 aprile - Roman Steinberg, lottatore estone († 1939)
- 5 aprile - Jean-Pierre Stock, canottiere francese († 1950)
- 5 aprile - Spencer Tracy, attore statunitense († 1967)
- 6 aprile - Edvīns Bārda, calciatore lettone († 1947)
- 6 aprile - Frans Kuijper, pallanuotista e nuotatore olandese († 1987)
- 6 aprile - Pierre Le Doaré, ciclista su strada francese († 1934)
- 6 aprile - Helen Lynch, attrice statunitense († 1965)
- 7 aprile - Mario Aramu, militare e aviatore italiano († 1940)
- 7 aprile - Edna Foster, attrice statunitense
- 7 aprile - Maria Gambarelli, ballerina e attrice statunitense († 1990)
- 7 aprile - Tebbs Lloyd Johnson, marciatore britannico († 1984)
- 7 aprile - Jurij Aleksandrovič Muzikant, regista cinematografico sovietico († 1962)
- 7 aprile - Romola Remus, attrice statunitense († 1987)
- 7 aprile - Alfonso Tesauro, giurista e politico italiano († 1976)
- 7 aprile - Sister Gertrude Morgan, pittrice, musicista e predicatrice statunitense († 1980)
- 8 aprile - Matías Aranzábal, calciatore spagnolo († 1963)
- 8 aprile - Hans Dahl, calciatore norvegese († 1977)
- 8 aprile - Atanasie Protopopescu, calciatore rumeno († 1991)
- 9 aprile - Allen Jenkins, attore statunitense († 1974)
- 10 aprile - Léonard Daghelinckx, pistard belga († 1986)
- 10 aprile - Jean Duvieusart, politico belga († 1977)
- 10 aprile - Aleksandr Iosifovič Gerbstman, compositore di scacchi russo († 1982)
- 11 aprile - Arrigo Bigi, calciatore italiano
- 11 aprile - Wisman Gori, calciatore italiano
- 11 aprile - Sándor Márai, scrittore e giornalista ungherese († 1989)
- 11 aprile - Teóphilo, calciatore brasiliano († 1988)
- 12 aprile - Giacomo Cornolti, calciatore e organaro italiano († 1989)
- 12 aprile - Franco D'Achiardi, compositore italiano († 1980)
- 12 aprile - Joe Lapchick, cestista e allenatore di pallacanestro statunitense († 1970)
- 12 aprile - William Youden, statistico australiano († 1971)
- 13 aprile - Enzo Bonagura, poeta e paroliere italiano († 1980)
- 13 aprile - Pierre Molinier, pittore e fotografo francese († 1976)
- 13 aprile - Mario Rimoldi, collezionista d'arte, imprenditore e politico italiano († 1972)
- 13 aprile - Luigi Rivolta, calciatore italiano
- 13 aprile - Dino Luigi Romoli, vescovo cattolico italiano († 1985)
- 14 aprile - Salvatore Baccaloni, basso e attore italiano († 1969)
- 14 aprile - Bernardo de la Guardia, schermidore costaricano († 1970)
- 15 aprile - Mazzino Merlini, calciatore italiano († 1976)
- 15 aprile - Wilhelm Wagenfeld, designer tedesco († 1990)
- 16 aprile - Antonio Bottacchi, compositore di scacchi italiano († 1969)
- 16 aprile - Toribio Romo González, presbitero messicano († 1928)
- 16 aprile - Gerrit Horsten, calciatore olandese († 1961)
- 17 aprile - Naomi Feinbrun-Dothan, botanica israeliana († 1995)
- 17 aprile - Stepas Garbačiauskas, calciatore lituano († 1983)
- 18 aprile - Anselmo Contu, politico e giurista italiano († 1975)
- 18 aprile - Giovanni Garaventa, mezzofondista italiano († 1986)
- 18 aprile - Wend von Wietersheim, generale tedesco († 1975)
- 19 aprile - Giulio Bobbio, calciatore italiano († 1978)
- 19 aprile - George Howe, attore britannico († 1986)
- 19 aprile - Richard Hughes, scrittore, drammaturgo e poeta britannico († 1976)
- 19 aprile - Roland Michener, avvocato, diplomatico e politico canadese († 1991)
- 19 aprile - Aleksandr Lukič Ptuško, regista, animatore e sceneggiatore sovietico († 1973)
- 19 aprile - Filippo Scelzo, attore italiano († 1980)
- 20 aprile - Jacques Adnet, pittore, architetto e designer francese († 1984)
- 20 aprile - Armando Esposto, calciatore italiano
- 20 aprile - Emanuel Schäfer, militare e agente segreto tedesco († 1974)
- 20 aprile - Herbert Topp, pallanuotista statunitense († 1994)
- 21 aprile - Arne Andersen, calciatore norvegese († 1986)
- 21 aprile - Giuseppe Battifoglia, politico italiano
- 21 aprile - Dumarsais Estimé, politico haitiano († 1953)
- 21 aprile - Hans Fritzsche, funzionario, conduttore radiofonico e giornalista tedesco († 1953)
- 22 aprile - Domenico Acerbi, aviatore e religioso italiano († 1984)
- 22 aprile - Joseph Hasler, vescovo cattolico svizzero († 1985)
- 22 aprile - Natal'ja Rozenel', attrice sovietica († 1962)
- 23 aprile - Henry Barraud, compositore e critico musicale francese († 1997)
- 23 aprile - Annibale Bizzelli, compositore italiano († 1967)
- 23 aprile - Jim Bottomley, giocatore di baseball statunitense († 1959)
- 23 aprile - Joseph Green, regista, produttore cinematografico e attore polacco († 1996)
- 24 aprile - Ramón Berdomás, nuotatore e pallanuotista spagnolo († 1963)
- 24 aprile - Gaston Féry, velocista francese († 1985)
- 24 aprile - Elizabeth Goudge, scrittrice inglese († 1984)
- 24 aprile - Venanzio Vallera, antifascista e anarchico italiano († 1972)
- 25 aprile - Gladwyn Jebb, politico e diplomatico britannico († 1996)
- 25 aprile - Bruno Landi, tenore italiano († 1968)
- 25 aprile - Wolfgang Pauli, fisico austriaco († 1958)
- 26 aprile - Roberto Arlt, scrittore, drammaturgo e giornalista argentino († 1942)
- 26 aprile - Wilhelmina Marguerita Crosson, docente e educatrice statunitense († 1991)
- 26 aprile - Ernst Kris, storico dell'arte e psicoanalista austriaco († 1957)
- 26 aprile - Charles Francis Richter, fisico e sismologo statunitense († 1985)
- 26 aprile - Hack Wilson, giocatore di baseball statunitense († 1948)
- 27 aprile - Mariano Alessandroni, calciatore italiano († 1980)
- 27 aprile - Achille Bacher, fondista italiano († 1972)
- 27 aprile - Alessandro Miglia, aviatore italiano († 1939)
- 28 aprile - Bruno Apitz, scrittore e sceneggiatore tedesco († 1979)
- 28 aprile - Renato Foresti, pittore e dirigente d'azienda italiano († 1973)
- 28 aprile - William Herald, nuotatore australiano († 1976)
- 28 aprile - Heinrich Müller, generale e poliziotto tedesco
- 28 aprile - Jan Oort, astronomo olandese († 1992)
- 28 aprile - Antonieta Rivas Mercado, scrittrice messicana († 1931)
- 28 aprile - Emil Seifert, calciatore cecoslovacco († 1973)
- 28 aprile - Maurice Thorez, politico francese († 1964)
- 29 aprile - Emanuele Samek Lodovici, politico e patologo italiano († 1990)
- 29 aprile - Adalbert Ritter, calciatore rumeno († 1945)
- 30 aprile - Enrico De Angeli, ingegnere italiano († 1979)
- 30 aprile - Remo Jona, avvocato e superstite dell'Olocausto italiano († 1954)
- 30 aprile - Lajos Keresztes, lottatore ungherese († 1978)

## Maggio(117)
- 1º maggio - Viktor Avilov, diplomatico russo († 1997)
- 1º maggio - Robert Baberske, direttore della fotografia tedesco († 1958)
- 1º maggio - Matteo Bonino, politico italiano († 1991)
- 1º maggio - Vittoria Crispo, attrice italiana († 1973)
- 1º maggio - Julanne Johnston, attrice statunitense († 1988)
- 1º maggio - Ray Keech, pilota automobilistico statunitense († 1929)
- 1º maggio - Manuel Maples Arce, poeta, politico e diplomatico messicano († 1981)
- 1º maggio - Ignazio Silone, scrittore, giornalista e politico italiano († 1978)
- 1º maggio - Guglielmo Visocchi, politico italiano († 1959)
- 1º maggio - Aleksander Wat, scrittore e poeta polacco († 1967)
- 1º maggio - Erich von der Heyde, agronomo tedesco († 1984)
- 2 maggio - Giuseppe Brogi, compositore di scacchi italiano († 1976)
- 3 maggio - Vitale Bramani, imprenditore e alpinista italiano († 1970)
- 3 maggio - Jean Carlu, pubblicitario francese († 1997)
- 3 maggio - Fёdor Nikitin, attore sovietico († 1988)
- 3 maggio - Carlo Santoro, militare italiano († 1928)
- 4 maggio - Antun Augustinčić, scultore croato († 1979)
- 4 maggio - Edoardo Garzena, pugile e allenatore di pugilato italiano († 1982)
- 4 maggio - Vincenzo Celli, ballerino, coreografo e insegnante statunitense († 1988)
- 4 maggio - Ranieri di Sassonia-Coburgo-Koháry, ungherese († 1945)
- 5 maggio - Ferdinando Contini, calciatore italiano († 1977)
- 5 maggio - Charles Jewtraw, pattinatore di velocità su ghiaccio statunitense († 1996)
- 5 maggio - Pio Mara, calciatore italiano
- 5 maggio - Spiro Moisiu, generale e politico albanese († 1981)
- 5 maggio - Hans Schmidt-Isserstedt, direttore d'orchestra e compositore tedesco († 1973)
- 5 maggio - Ernst August Weiss, matematico tedesco († 1942)
- 6 maggio - Dante Corneli, scrittore e antifascista italiano († 1990)
- 6 maggio - Caterina Picolato, sindacalista e politica italiana († 1963)
- 7 maggio - Vittorio Centurione Scotto, aviatore e militare italiano († 1926)
- 7 maggio - Gino Filippini, compositore, direttore d'orchestra e arrangiatore italiano († 1962)
- 7 maggio - Ralph Truman, attore britannico († 1977)
- 7 maggio - Biagio Vecchioni, politico italiano († 1972)
- 9 maggio - Arturo Frateschi, calciatore italiano († 1939)
- 9 maggio - Piera Locatelli, medico e biochimica italiana († 1975)
- 9 maggio - Maria Malicka, attrice cinematografica polacca († 1992)
- 9 maggio - David Nepomuceno, velocista filippino († 1939)
- 10 maggio - Cecilia Payne Gaposchkin, astrofisica britannica († 1979)
- 10 maggio - Horacio Gramajo, bobbista argentino († 1943)
- 10 maggio - Vincent Trout Hamlin, fumettista statunitense († 1993)
- 10 maggio - Giovanni Lazanio, architetto italiano († 1971)
- 10 maggio - Roberto Sarfatti, militare italiano († 1918)
- 10 maggio - Elena Tjapkina, attrice sovietica († 1984)
- 11 maggio - Pridi Banomyong, politico, giurista e avvocato thailandese († 1983)
- 12 maggio - Adelin Benoît, ciclista su strada e pistard belga († 1954)
- 12 maggio - Steve Ferrigno, mafioso italiano († 1930)
- 12 maggio - Roberto Minervini, giornalista, drammaturgo e saggista italiano († 1962)
- 12 maggio - Rudolf Schwarzgruber, alpinista, geografo e insegnante tedesco († 1943)
- 12 maggio - Helene Weigel, attrice austriaca († 1971)
- 13 maggio - Giorgio Maurizio di Sassonia-Altenburg, nobile († 1991)
- 13 maggio - Paul Ivano, fotografo francese († 1984)
- 13 maggio - Pio Pia, pittore italiano († 1958)
- 13 maggio - Theodore Tylor, avvocato e scacchista britannico († 1968)
- 13 maggio - Karl Wolff, militare tedesco († 1984)
- 14 maggio - Guido Melli, patologo e immunologo italiano († 1985)
- 14 maggio - Cesare Polacco, attore e doppiatore italiano († 1986)
- 14 maggio - Mario Soffici, regista, sceneggiatore e attore italiano († 1977)
- 14 maggio - Edgar Wind, storico dell'arte tedesco († 1971)
- 15 maggio - Daniele Fontana, disegnatore, illustratore e pittore italiano († 1984)
- 15 maggio - Dante Gorreri, antifascista, partigiano e politico italiano († 1987)
- 15 maggio - Ida Rhodes, matematica russa († 1986)
- 16 maggio - Juan Félix Sánchez, artista e artigiano venezuelano († 1997)
- 16 maggio - Róbert Winkler, allenatore di calcio e calciatore ungherese († 1971)
- 17 maggio - Herberts Cukurs, aviatore, militare e agente segreto lettone († 1965)
- 17 maggio - Achille Souchard, ciclista su strada francese († 1976)
- 18 maggio - Kenneth Keating, politico, avvocato e giudice statunitense († 1975)
- 18 maggio - Pericle Maone, insegnante, scrittore e storico italiano († 1991)
- 18 maggio - Martin John O'Connor, arcivescovo cattolico statunitense († 1986)
- 18 maggio - Vjekoslav Župančić, calciatore jugoslavo († 1971)
- 19 maggio - Konrad Hirsch, calciatore svedese († 1924)
- 19 maggio - Gennaro Perrotta, grecista e filologo classico italiano († 1962)
- 19 maggio - Paul Rouster, calciatore lussemburghese († 1982)
- 20 maggio - Erika Cremer, fisica e chimica tedesca († 1996)
- 20 maggio - Luigi Carlo Daneri, architetto italiano († 1972)
- 20 maggio - Lorenzo Fernández, calciatore uruguaiano († 1973)
- 20 maggio - Mario Maccaferri, liutaio e chitarrista italiano († 1993)
- 20 maggio - Aram Yerganian, rivoluzionario armeno († 1934)
- 20 maggio - Giorgio di Borbone-Parma, principe e militare italiano († 1941)
- 21 maggio - Oreste Bogliardi, pittore italiano († 1968)
- 22 maggio - Juan Arvizu, tenore messicano († 1985)
- 22 maggio - Vina Bovy, soprano e attrice belga († 1983)
- 22 maggio - Devdas Gandhi, attivista e giornalista indiano († 1957)
- 22 maggio - Clyde Tolson, poliziotto statunitense († 1975)
- 22 maggio - Herbert Wagner, ingegnere austriaco († 1982)
- 22 maggio - Yvonne de Gaulle, first lady francese († 1979)
- 22 maggio - Karel Žďárský, calciatore cecoslovacco
- 23 maggio - Hans Frank, avvocato, politico e criminale di guerra tedesco († 1946)
- 23 maggio - Pavel Mahrer, calciatore cecoslovacco († 1985)
- 23 maggio - Gaetano Morelli, giurista e magistrato italiano († 1989)
- 23 maggio - Franz Neumann, politologo, filosofo e giurista tedesco († 1954)
- 23 maggio - Alberto Sansoni, calciatore italiano
- 24 maggio - Gladys Egan, attrice statunitense († 1985)
- 24 maggio - Fernand Saivé, ciclista su strada e pistard belga († 1981)
- 24 maggio - Remo Scuriatti, artista, fotografo e pittore italiano († 1972)
- 25 maggio - Armando Curcio, editore, commediografo e giornalista italiano († 1957)
- 26 maggio - Eduardo De Filippo, drammaturgo, attore e regista italiano († 1984)
- 26 maggio - Nina De Padova, attrice italiana († 1987)
- 26 maggio - Battista Giuntelli, ciclista su strada italiano († 1964)
- 26 maggio - Vítězslav Nezval, poeta, drammaturgo e romanziere ceco († 1958)
- 26 maggio - Lesley Selander, regista statunitense († 1979)
- 26 maggio - Santo Semeraro, antifascista e politico italiano († 1965)
- 27 maggio - Sture Bolin, storico svedese († 1962)
- 27 maggio - Magda Portal, scrittrice e poetessa peruviana († 1989)
- 27 maggio - Marianne Rie Kris, psicoanalista austriaca († 1980)
- 27 maggio - Michelangelo Semeraro, storico e educatore italiano († 1965)
- 28 maggio - Clarence Abel, hockeista su ghiaccio statunitense († 1964)
- 28 maggio - Gaspare Canino, artista italiano († 1977)
- 28 maggio - Jan Włodarkiewicz, militare polacco († 1942)
- 29 maggio - Cecil Campbell Hardy, militare britannico († 1963)
- 29 maggio - David Maxwell Fyfe, politico e giurista inglese († 1967)
- 29 maggio - Michele Sala, politico italiano († 1973)
- 30 maggio - Pier Candiano Giustiniani, imprenditore italiano († 1988)
- 30 maggio - Giovanni Miegge, teologo e pastore protestante italiano († 1961)
- 31 maggio - Giuseppe Giacone, calciatore italiano († 1964)
- 31 maggio - Marino Parenti, bibliografo, saggista e pittore italiano († 1963)
- 31 maggio - Mario Rabaglio, calciatore italiano († 1974)
- 31 maggio - Attilio Ravani, calciatore italiano († 1962)
- 31 maggio - Gaudenzio Sereno, calciatore italiano († 1969)

## Giugno(105)
- 1º giugno - Giulio Falzoni, pittore italiano († 1979)
- 1º giugno - Johanna Wolf, funzionaria tedesca († 1985)
- 1º giugno - Noburō Ōfuji, regista, disegnatore e animatore giapponese († 1961)
- 3 giugno - Carlo Barbieri, calciatore italiano
- 3 giugno - Mario Federici, commediografo e poeta italiano († 1975)
- 3 giugno - Friedrich von Ledebur, attore austriaco († 1986)
- 4 giugno - Germano Pellizzari, militare italiano († 1951)
- 5 giugno - Garrett Fort, scrittore, sceneggiatore e drammaturgo statunitense († 1945)
- 5 giugno - Dennis Gabor, ingegnere, fisico e inventore ungherese († 1979)
- 5 giugno - Harry Wyld, pistard britannico († 1976)
- 6 giugno - Arthur Askey, attore e comico britannico († 1982)
- 6 giugno - Carlo Avegno, ufficiale italiano († 1943)
- 6 giugno - André Chamson, scrittore e archivista francese († 1983)
- 6 giugno - Luis Gutiérrez Soto, architetto spagnolo († 1977)
- 6 giugno - Victor Kugler, dirigente d'azienda tedesco († 1981)
- 6 giugno - Shirley Mason, attrice statunitense († 1979)
- 6 giugno - Manfred Sakel, neurologo ucraino († 1957)
- 7 giugno - Gisa Geert, coreografa e attrice austriaca († 1991)
- 7 giugno - Viktor Hierländer, calciatore austriaco († 1982)
- 7 giugno - Werner Krauss, filologo tedesco († 1976)
- 7 giugno - Alfredo Le Pera, compositore, sceneggiatore e giornalista argentino († 1935)
- 7 giugno - Giulio Masseroni, pittore italiano († 1980)
- 7 giugno - Coral McInnes Buttsworth, tennista australiana († 1985)
- 7 giugno - Frederick Emmons Terman, ingegnere statunitense († 1982)
- 7 giugno - Anton Zwerina, sollevatore austriaco († 1973)
- 8 giugno - Lena Baker, statunitense († 1945)
- 8 giugno - Ada Biagini, schermitrice italiana († 1944)
- 8 giugno - Ines Donati, attivista italiana († 1924)
- 8 giugno - Pierre Francastel, storico dell'arte e critico d'arte francese († 1970)
- 9 giugno - Pietro Carozzi, calciatore italiano
- 9 giugno - Ludwig Hofmann, calciatore tedesco († 1935)
- 9 giugno - Alberto Merciai, calciatore italiano († 1971)
- 9 giugno - Luigi Pirotta, educatore italiano († 1971)
- 9 giugno - Fred Waring, musicista statunitense († 1984)
- 10 giugno - Dorothy Farnum, sceneggiatrice statunitense († 1970)
- 10 giugno - Raymond-Joseph Loenertz, bizantinista, storico e religioso lussemburghese († 1976)
- 11 giugno - Imre Hirschl, calciatore e allenatore di calcio ungherese († 1973)
- 11 giugno - Martha Lorber, attrice statunitense († 1983)
- 11 giugno - Leopoldo Marechal, poeta, drammaturgo e scrittore argentino († 1970)
- 11 giugno - Vittorio Meneghini, militare italiano († 1943)
- 11 giugno - Carmen Polo, I signora di Meirás, nobildonna spagnola († 1988)
- 12 giugno - Friedrich Becker, astronomo tedesco († 1985)
- 12 giugno - Wallace Reed Brode, chimico statunitense († 1974)
- 12 giugno - Luzius Rüedi, hockeista su ghiaccio svizzero († 1993)
- 13 giugno - Antonio Bietolini, partigiano italiano († 1944)
- 13 giugno - Ian Hunter, attore britannico († 1975)
- 13 giugno - Aleksandrs Kerno, calciatore lettone († 1961)
- 13 giugno - Pierre Matisse, mercante d'arte, gallerista e collezionista d'arte francese († 1989)
- 13 giugno - Luigi Volpicelli, pedagogista italiano († 1983)
- 14 giugno - Roy Clifford, allenatore di pallacanestro statunitense († 1996)
- 14 giugno - František Černík, nuotatore e pallanuotista cecoslovacco († 1982)
- 15 giugno - Gotthard Günther, filosofo tedesco († 1984)
- 16 giugno - Michael Llewelyn Davies, britannico († 1921)
- 17 giugno - Martin Bormann, politico, generale e criminale di guerra tedesco († 1945)
- 17 giugno - Hubert Jedin, storico e presbitero tedesco († 1980)
- 17 giugno - Jan Maas, pistard e ciclista su strada olandese († 1977)
- 17 giugno - Edgar Ortenberg, violinista ungherese († 1996)
- 17 giugno - Renata Viganò, scrittrice, poetessa e partigiana italiana († 1976)
- 17 giugno - William Lindsay White, editorialista e scrittore statunitense († 1973)
- 17 giugno - Xu Haidong, politico, scrittore e generale cinese († 1970)
- 18 giugno - Michail Butusov, allenatore di calcio e calciatore sovietico († 1963)
- 19 giugno - Hermann Friedrich Graebe, manager e ingegnere tedesco († 1986)
- 19 giugno - Laura Z. Hobson, scrittrice statunitense († 1986)
- 19 giugno - Pierpaolo Luzzatto Fegiz, statistico italiano († 1989)
- 19 giugno - Léon Motchane, matematico e mecenate svizzero († 1990)
- 19 giugno - Ștefan Voitec, giornalista e politico rumeno († 1984)
- 20 giugno - Enrico Castelli, filosofo italiano († 1977)
- 20 giugno - Luigi Chiarini, critico cinematografico, sceneggiatore e regista italiano († 1975)
- 21 giugno - Everett Case, allenatore di pallacanestro statunitense († 1966)
- 21 giugno - Choi Yong-kun, generale e politico nordcoreano († 1976)
- 21 giugno - Renato De Francesco, generale e funzionario italiano († 1984)
- 21 giugno - Ermanno Lazzarino, politico, partigiano e medico italiano († 1978)
- 21 giugno - Wilhelm Schürmann-Horster, attore, drammaturgo e regista tedesco († 1943)
- 22 giugno - Oskar Fischinger, animatore e pittore tedesco († 1967)
- 22 giugno - Catherine Hessling, attrice francese († 1979)
- 22 giugno - Claude-André Puget, drammaturgo e sceneggiatore francese († 1975)
- 22 giugno - Eduard Stibor, nuotatore e pallanuotista cecoslovacco
- 22 giugno - Jennie Tourel, mezzosoprano statunitense († 1973)
- 22 giugno - Russell Vis, lottatore statunitense († 1990)
- 23 giugno - Harry Daniels, pallanuotista statunitense († 1965)
- 23 giugno - Adolf Wamper, scultore tedesco († 1977)
- 24 giugno - Gene Austin, cantante statunitense († 1972)
- 24 giugno - Juan Carlos Caballero Vega, rivoluzionario messicano († 2010)
- 24 giugno - Wilhelm Cauer, matematico e fisico tedesco († 1945)
- 24 giugno - Raphael Lemkin, avvocato e giurista polacco († 1959)
- 24 giugno - Bernard Tellegen, ingegnere olandese († 1990)
- 24 giugno - Alessandro Varini, calciatore italiano († 1944)
- 25 giugno - Marta Abba, attrice italiana († 1988)
- 25 giugno - Zinaida Aksent'eva, astronoma sovietica († 1969)
- 25 giugno - Armando Lauro, calciatore italiano († 1970)
- 25 giugno - Louis Mountbatten, politico, ammiraglio e nobile britannico († 1979)
- 26 giugno - Kongo Abe, pittore giapponese († 1968)
- 26 giugno - Cristoforo Fracassi Ratti Mentone di Torre Rossano, nobile e diplomatico italiano († 1975)
- 27 giugno - Mario Acquaviva, politico e rivoluzionario italiano († 1945)
- 27 giugno - James Keller, presbitero e missionario statunitense († 1977)
- 27 giugno - Otto Passman, politico statunitense († 1988)
- 28 giugno - Giovanni De Prà, calciatore italiano († 1979)
- 28 giugno - Michele Paleari, calciatore italiano († 1939)
- 29 giugno - Emanuele Rapisarda, latinista italiano († 1989)
- 29 giugno - Antoine de Saint-Exupéry, scrittore e militare francese († 1944)
- 30 giugno - Régis Blachère, arabista francese († 1973)
- 30 giugno - Beatrix Loughran, pattinatrice artistica su ghiaccio statunitense († 1975)
- 30 giugno - Knut Rød, avvocato norvegese († 1986)
- 30 giugno - Gheorghe Vrănceanu, matematico rumeno († 1979)
- 30 giugno - Zhang Wentian, politico cinese († 1976)

## Luglio(121)
- 1º luglio - Antonio Carrelli, fisico italiano († 1980)
- 1º luglio - Boris Kniaseff, ballerino e pedagogo russo († 1975)
- 1º luglio - Luigi Meda, avvocato e politico italiano († 1966)
- 1º luglio - Giuseppe Valentini, presbitero, missionario e storico italiano († 1979)
- 2 luglio - Michael Coppola, mafioso statunitense († 1966)
- 2 luglio - Wawrzyniec Cyl, calciatore polacco († 1974)
- 2 luglio - Tyrone Guthrie, regista, direttore artistico e saggista inglese († 1971)
- 2 luglio - Pietro Reali, politico italiano († 1965)
- 3 luglio - Priamo Bigiandi, politico e partigiano italiano († 1961)
- 3 luglio - Alessandro Blasetti, regista, sceneggiatore e montatore italiano († 1987)
- 3 luglio - Max Jacobson, medico tedesco († 1979)
- 3 luglio - George Schiller, velocista statunitense († 1946)
- 4 luglio - Robert Desnos, poeta e scrittore francese († 1945)
- 4 luglio - Rinaldo Morchio, calciatore italiano († 1960)
- 4 luglio - Adolph Alexander Noser, arcivescovo cattolico statunitense († 1981)
- 4 luglio - Fritz Günther von Tschirschky, politico tedesco († 1980)
- 5 luglio - Bernard Jan Alfrink, cardinale e arcivescovo cattolico olandese († 1987)
- 5 luglio - Erisia Gennai Tonietti, politica italiana († 1974)
- 5 luglio - Reed Howes, attore statunitense († 1964)
- 5 luglio - Pëtr Isakov, allenatore di calcio, calciatore e arbitro di calcio sovietico († 1957)
- 5 luglio - Miran Jarc, poeta e drammaturgo sloveno († 1942)
- 5 luglio - Yoshimaro Yamashina, ornitologo giapponese († 1989)
- 6 luglio - Frederica Sagor Maas, sceneggiatrice e supercentenaria statunitense († 2012)
- 7 luglio - Maria Bard, attrice tedesca († 1944)
- 8 luglio - George Antheil, compositore, pianista e scrittore statunitense († 1959)
- 8 luglio - Lazare Meerson, scenografo russo († 1938)
- 8 luglio - Barbara Morgan, fotografa statunitense († 1992)
- 8 luglio - Kurt Voß, calciatore tedesco († 1978)
- 9 luglio - Terence Sydney Airey, generale britannico († 1983)
- 9 luglio - Nino Bertocchi, pittore, scrittore e critico d'arte italiano († 1956)
- 9 luglio - Fortunato Calcagno, politico italiano († 1966)
- 9 luglio - Viktor Hamburger, biologo tedesco († 2001)
- 9 luglio - Joseph LaShelle, direttore della fotografia statunitense († 1989)
- 9 luglio - Concetta Scaravaglione, scultrice e docente statunitense († 1975)
- 10 luglio - Paul Vincent Carroll, scrittore, drammaturgo e sceneggiatore irlandese († 1968)
- 10 luglio - Kenneth Stewart Cole, biofisico statunitense († 1984)
- 10 luglio - Viggo Dibbern, ginnasta danese († 1981)
- 10 luglio - Evelyn Laye, attrice e cantante inglese († 1996)
- 10 luglio - Mitchell Parish, paroliere statunitense († 1993)
- 11 luglio - Filinto Müller, politico e militare brasiliano († 1973)
- 11 luglio - Antrim Short, attore statunitense († 1972)
- 12 luglio - Zenón Noriega Agüero, generale e politico peruviano († 1957)
- 12 luglio - Muhammad Asad, giornalista e scrittore austriaco († 1992)
- 12 luglio - Robert Coat, calciatore francese († 1940)
- 12 luglio - Francisco Gibert, pallanuotista spagnolo († 1979)
- 13 luglio - Vladimiro Bernstein, matematico russo († 1936)
- 13 luglio - Teresa di Gesù di Los Andes, religiosa cilena († 1920)
- 14 luglio - Hermann Euler, pittore tedesco († 1970)
- 14 luglio - Francesco Martino, ginnasta italiano († 1965)
- 14 luglio - Léonide Moguy, regista e sceneggiatore francese († 1976)
- 14 luglio - Samuel Ruben, inventore e imprenditore statunitense († 1988)
- 14 luglio - Richard Walzer, grecista e filologo tedesco († 1975)
- 15 luglio - Enrique Cadícamo, poeta e scrittore argentino († 1999)
- 15 luglio - Luigi Micheluzzi, alpinista italiano († 1976)
- 15 luglio - Voldemar Rõks, calciatore estone († 1941)
- 15 luglio - Enrique Serpa, scrittore, giornalista e fotografo cubano († 1968)
- 16 luglio - Umberto Ceva, antifascista e dirigente d'azienda italiano († 1930)
- 16 luglio - Riccardo Del Giudice, sindacalista, politico e giurista italiano († 1985)
- 16 luglio - Luigi Silipo, politico italiano († 1978)
- 16 luglio - Yamada Mumon, monaco buddista giapponese († 1988)
- 16 luglio - Clelia Vannucchi Pedani, pittrice e scultrice italiana († 1985)
- 17 luglio - Silvio Bompani, calciatore italiano († 1975)
- 17 luglio - Lucia Bedarida Servadio, medico italiano († 2006)
- 18 luglio - Rachel Dübendorfer, agente segreta polacca († 1973)
- 18 luglio - Boris Ivanovič Jurcev, regista cinematografico sovietico († 1954)
- 18 luglio - Karl Kanhäuser, calciatore cecoslovacco († 1945)
- 18 luglio - Federico Sal y Rosas, psichiatra peruviano († 1974)
- 18 luglio - Nathalie Sarraute, scrittrice francese († 1999)
- 19 luglio - Arno Breker, scultore tedesco († 1991)
- 19 luglio - Edna Mae Cooper, attrice statunitense († 1986)
- 19 luglio - Pierre Coquelin de Lisle, tiratore a segno francese († 1980)
- 19 luglio - Brutus Hamilton, multiplista statunitense († 1970)
- 19 luglio - Çiprian Nika, presbitero albanese († 1948)
- 20 luglio - Emilio Draghelli, generale e aviatore italiano
- 20 luglio - Giuseppe Ermini, politico e storico italiano († 1981)
- 20 luglio - Giuseppe Ferrandi, partigiano e politico italiano († 1955)
- 20 luglio - Gottfried Haberler, economista austriaco († 1995)
- 20 luglio - Germana Pozzi Montandon, entomologa italiana († 1984)
- 20 luglio - Kurt Seligmann, pittore svizzero († 1962)
- 21 luglio - Irene Delroy, attrice statunitense († 1985)
- 22 luglio - Arturo Colombi, politico, sindacalista e partigiano italiano († 1983)
- 22 luglio - José Fontanet, pallanuotista spagnolo († 1941)
- 22 luglio - Corrado Fruttero, compositore italiano († 1930)
- 22 luglio - Irene Guest, nuotatrice statunitense († 1970)
- 23 luglio - John Babcock, militare canadese († 2010)
- 23 luglio - Mario Rodinò di Miglione, ingegnere e politico italiano († 1961)
- 23 luglio - Adolfo Tino, avvocato, giornalista e banchiere italiano († 1977)
- 24 luglio - Zoltán Bay, fisico e inventore ungherese († 1992)
- 24 luglio - Andrea Bonifacio, calciatore italiano († 1970)
- 24 luglio - Maurice Dobb, economista inglese († 1976)
- 24 luglio - Franz Künstler, militare tedesco († 2008)
- 24 luglio - Émile Auguste Ouchard, archettaio francese († 1969)
- 24 luglio - Zelda Sayre Fitzgerald, scrittrice, pittrice e socialite statunitense († 1948)
- 24 luglio - Alice Terry, attrice statunitense († 1987)
- 24 luglio - Joseph Valentine, direttore della fotografia statunitense († 1949)
- 25 luglio - Enrique Amorim, scrittore uruguaiano († 1960)
- 25 luglio - Enrico Dall'Oglio, editore italiano († 1966)
- 25 luglio - Camillo Medeot, politico e storico italiano († 1983)
- 26 luglio - Karl Brunner, generale e poliziotto tedesco († 1980)
- 26 luglio - Luigi Cacciatore, politico e sindacalista italiano († 1951)
- 26 luglio - Jacques Février, pianista francese († 1979)
- 26 luglio - Pat Walshe, attore statunitense († 1991)
- 27 luglio - Gabriel Audisio, scrittore e poeta francese († 1978)
- 27 luglio - Ernst Fritz Fürbringer, attore e doppiatore tedesco († 1988)
- 27 luglio - Charles Vidor, regista statunitense († 1959)
- 27 luglio - Geppino Volpe, pittore italiano († 1979)
- 27 luglio - Knud di Danimarca, principe danese († 1976)
- 28 luglio - Giuseppe Cagnina, calciatore italiano († 1978)
- 28 luglio - Dorothy Macmillan, socialite inglese († 1966)
- 28 luglio - Vladimir Tribuc, ammiraglio sovietico († 1977)
- 28 luglio - Gaetano Verna, attore e doppiatore italiano († 1958)
- 28 luglio - Vladimir Adol'fovič Šnejderov, regista cinematografico sovietico († 1973)
- 29 luglio - Guido Brocca, cestista e allenatore di pallacanestro italiano
- 29 luglio - Hermann Esser, politico e giornalista tedesco († 1981)
- 29 luglio - Eyvind Johnson, scrittore e traduttore svedese († 1976)
- 29 luglio - Teresa Noce, partigiana e politica italiana († 1980)
- 29 luglio - Paolo Serini, francesista e traduttore italiano († 1965)
- 30 luglio - Ivan Ivanovič Fedjuninskij, generale sovietico († 1977)
- 30 luglio - Filipp Ivanovič Golikov, generale e politico sovietico († 1980)
- 30 luglio - Antonio Viscardi, filologo e critico letterario italiano († 1972)
- 31 luglio - Giulio Cirri, architetto italiano († 1982)

## Agosto(126)
- 1º agosto - Stefanie Clausen, tuffatrice danese († 1981)
- 2 agosto - Umberto Berni, ciclista su strada italiano († 1945)
- 2 agosto - Werner Haase, medico e militare tedesco († 1950)
- 2 agosto - Alfrēds Lazdiņš, calciatore lettone († 1961)
- 2 agosto - Franz Marszalek, direttore d'orchestra e compositore tedesco († 1975)
- 2 agosto - Helen Morgan, cantante e attrice statunitense († 1941)
- 2 agosto - Muhammad Mahabat Khanji III, principe indiano († 1959)
- 2 agosto - Gustav Simon, politico tedesco († 1945)
- 2 agosto - Massimo Teglio, aviatore italiano († 1990)
- 3 agosto - Fernand Canteloube, ciclista su strada francese († 1976)
- 3 agosto - Jacqueline Gadsden, attrice statunitense († 1986)
- 3 agosto - Umberto Klinger, aviatore, politico e imprenditore italiano († 1971)
- 3 agosto - Ernie Pyle, giornalista statunitense († 1945)
- 3 agosto - Heinrich Schönfeld, allenatore di calcio e calciatore austriaco († 1976)
- 3 agosto - John Scopes, insegnante statunitense († 1970)
- 4 agosto - Gianni Bartoli, politico italiano († 1973)
- 4 agosto - Elizabeth Bowes-Lyon, regina inglese († 2002)
- 4 agosto - Hjalmar Frisk, linguista svedese († 1984)
- 4 agosto - Arturo Umberto Illia, politico argentino († 1983)
- 4 agosto - Louis Mistral, calciatore francese († 1973)
- 4 agosto - Nabi Tajima, supercentenaria giapponese († 2018)
- 5 agosto - David Bain, calciatore scozzese († 1966)
- 5 agosto - Abram Dangulov, allenatore di calcio e calciatore sovietico († 1967)
- 5 agosto - Aldo Lecci, politico e rivoluzionario italiano († 1974)
- 5 agosto - Umberto Natali e Amina Nuget, italiano († 1977)
- 5 agosto - Sverre Sørsdal, pugile norvegese († 1996)
- 6 agosto - Willie Brown, cantante e chitarrista statunitense († 1952)
- 6 agosto - Enrico Calzolari, calciatore italiano († 1969)
- 6 agosto - Charles Farrell, attore irlandese († 1988)
- 6 agosto - William Hillcourt, educatore e scrittore danese († 1992)
- 6 agosto - Nat Simon, compositore, pianista e paroliere statunitense († 1979)
- 6 agosto - Jiří Weil, scrittore ceco († 1959)
- 6 agosto - Jacques Zwobada, scultore e pittore francese († 1967)
- 6 agosto - Grigorij Michajlovič Štern, generale sovietico († 1941)
- 7 agosto - Alberto Breglia, economista italiano († 1955)
- 7 agosto - Alan Helffrich, velocista statunitense († 1994)
- 7 agosto - Leon Sperling, calciatore polacco († 1941)
- 8 agosto - Luigi Erminio D'Olivo, attore italiano († 1973)
- 8 agosto - Eugen Dollmann, militare, diplomatico e agente segreto tedesco († 1985)
- 8 agosto - Alexis Minotis, attore e regista greco († 1990)
- 8 agosto - Jimmy Ruffell, calciatore inglese († 1989)
- 8 agosto - Robert Siodmak, regista e sceneggiatore tedesco († 1973)
- 9 agosto - Enrico Persico, fisico italiano († 1969)
- 10 agosto - Rogi André, fotografa ungherese († 1970)
- 10 agosto - René Crevel, poeta francese († 1935)
- 10 agosto - Henri Ey, psichiatra e psicoanalista francese († 1977)
- 10 agosto - Nicolaas Moerloos, ginnasta belga († 1944)
- 10 agosto - Arthur Porritt, politico, militare e chirurgo neozelandese († 1994)
- 10 agosto - Nino Ravasini, compositore italiano († 1980)
- 10 agosto - Charles Herbert Shaw, scrittore, giornalista e sceneggiatore australiano († 1955)
- 10 agosto - Wang Li, linguista, docente e traduttore cinese († 1986)
- 11 agosto - Aleksandr Vasil'evič Mosolov, compositore sovietico († 1973)
- 11 agosto - Monroe Owsley, attore statunitense († 1937)
- 11 agosto - Charley Paddock, velocista statunitense († 1943)
- 11 agosto - Michail Klavdievič Tichonravov, ingegnere sovietico († 1974)
- 12 agosto - Enzio Julitta, drammaturgo e politico italiano († 1940)
- 12 agosto - George Hazelwood Locket, insegnante e aracnologo britannico († 1991)
- 13 agosto - Luigi Michiorri, politico italiano († 1959)
- 14 agosto - Margret Boveri, giornalista tedesca († 1975)
- 14 agosto - Arturo Ferrara, tenore italiano († 1983)
- 14 agosto - Earl Foster Thomson, cavaliere statunitense († 1971)
- 14 agosto - Giovanni de Vergottini, storico italiano († 1973)
- 15 agosto - Paul Balog, numismatico, archeologo e medico ungherese († 1982)
- 15 agosto - Harold Dow Bugbee, artista, illustratore e pittore statunitense († 1963)
- 15 agosto - Eberhard Godt, ammiraglio tedesco († 1995)
- 15 agosto - Luis Olaso, calciatore spagnolo († 1982)
- 15 agosto - Andrea Viglongo, editore e giornalista italiano († 1986)
- 16 agosto - Emilio Guano, vescovo cattolico e biblista italiano († 1970)
- 17 agosto - August Becker, chimico e militare tedesco († 1967)
- 18 agosto - Travis Banton, costumista statunitense († 1958)
- 18 agosto - Vijaya Lakshmi Pandit, politica e diplomatica indiana († 1990)
- 19 agosto - Franco Corsaro, attore italiano († 1982)
- 19 agosto - Leo Ghering, calciatore olandese († 1966)
- 19 agosto - Gilbert Ryle, filosofo britannico († 1976)
- 20 agosto - Alberto Riva Villa Santa, militare italiano († 1918)
- 20 agosto - Gregorio Sciltian, pittore, costumista e illustratore russo († 1985)
- 21 agosto - Ernesto Forza, militare italiano († 1975)
- 21 agosto - Eileen Percy, attrice britannica († 1973)
- 22 agosto - Billy Brown, calciatore inglese († 1985)
- 22 agosto - Ernesto Mattiuzzi, pittore italiano († 1980)
- 22 agosto - Vasa Prihoda, violinista ceco († 1960)
- 22 agosto - Giovanni Tubino, ginnasta italiano († 1989)
- 22 agosto - Olga de Grésy, nobildonna, imprenditrice e stilista italiana († 1994)
- 23 agosto - Aldo Buscalferri, antifascista italiano († 1944)
- 23 agosto - Claudio Granzotto, francescano e scultore italiano († 1947)
- 23 agosto - Tone Kralj, scultore e pittore sloveno († 1975)
- 23 agosto - Ernst Křenek, compositore e direttore d'orchestra austriaco († 1991)
- 23 agosto - Domenico Morelli, architetto e ingegnere italiano († 1998)
- 23 agosto - Malvina Reynolds, cantautrice e attivista statunitense († 1978)
- 24 agosto - Domenico Bastianini, militare e marinaio italiano († 1941)
- 24 agosto - Leonardo Conti, medico e militare svizzero († 1945)
- 24 agosto - Stanis Dessy, pittore, incisore e scultore italiano († 1986)
- 24 agosto - Preston Foster, attore e cantante statunitense († 1970)
- 24 agosto - John C. Waldron, aviatore statunitense († 1942)
- 24 agosto - Eduard Wolpers, calciatore tedesco († 1976)
- 25 agosto - Hasan Ceka, archeologo e numismatico albanese († 1998)
- 25 agosto - Umberto Davide, tenore italiano († 2003)
- 25 agosto - Kurt von Fritz, filologo classico tedesco († 1985)
- 25 agosto - Hans Adolf Krebs, biochimico e medico tedesco († 1981)
- 25 agosto - Georges Neveux, poeta e commediografo francese († 1982)
- 26 agosto - Michele D'Amico, politico italiano († 1980)
- 26 agosto - Umberto Tombari, ingegnere italiano († 1984)
- 26 agosto - Hellmuth Walter, ingegnere e inventore tedesco († 1980)
- 27 agosto - Umberto Soldati, calciatore italiano († 1985)
- 27 agosto - Hermann von Valta, bobbista tedesco († 1968)
- 28 agosto - Luigi Boniforti, avvocato e partigiano italiano († 1962)
- 28 agosto - Olga Dickie, attrice britannica († 1992)
- 28 agosto - Sten Mellgren, calciatore svedese († 1989)
- 28 agosto - Danilo Sbrana, calciatore italiano († 1965)
- 29 agosto - Umberto Baistrocchi, generale e aviatore italiano († 1998)
- 29 agosto - Åke Bergqvist, velista svedese († 1975)
- 29 agosto - John Dollard, psicologo e sociologo statunitense († 1980)
- 29 agosto - Sam Ferris, maratoneta britannico († 1980)
- 29 agosto - Federico Hartig, entomologo italiano († 1980)
- 30 agosto - Giuseppe Brusasca, avvocato e politico italiano († 1994)
- 30 agosto - Aldo Cocchia, ammiraglio italiano († 1968)
- 30 agosto - Vincenzo Costa, politico e generale italiano († 1974)
- 30 agosto - Valdemar Laursen, calciatore danese († 1989)
- 30 agosto - Albert Massard, calciatore lussemburghese († 1968)
- 30 agosto - Zeno Saltini, presbitero italiano († 1981)
- 31 agosto - Roland Culver, attore britannico († 1984)
- 31 agosto - Gino Lucetti, anarchico e antifascista italiano († 1943)
- 31 agosto - Alfredo Porzio, pugile argentino († 1976)
- 31 agosto - Mariano Trigo, pallanuotista spagnolo († 1990)
- 31 agosto - Kaspar Waldis, calciatore svizzero († 1955)
- 31 agosto - Gian Luigi Zucchi, militare italiano († 1918)

## Settembre(112)
- 1º settembre - Pedro Cea, calciatore e allenatore di calcio uruguaiano († 1970)
- 1º settembre - Pietro de Cristofaro, militare italiano († 1941)
- 1º settembre - André Dhôtel, scrittore e poeta francese († 1991)
- 1º settembre - William McPherson Allen, dirigente d'azienda e avvocato statunitense († 1985)
- 2 settembre - Fiorenzo Cimenti, politico italiano († 1951)
- 2 settembre - Victor Houet, calciatore belga
- 3 settembre - Urho Kekkonen, politico e altista finlandese († 1986)
- 3 settembre - Otto Pfister, ginnasta svizzero
- 3 settembre - John Roosma, cestista e militare statunitense († 1983)
- 3 settembre - Jaroslav Vlček, calciatore cecoslovacco († 1967)
- 4 settembre - Cyril Hare, scrittore inglese († 1958)
- 4 settembre - George Hoyningen-Huene, fotografo russo († 1968)
- 5 settembre - Juan Bilbao, calciatore spagnolo († 1972)
- 6 settembre - Vălko Červenkov, politico bulgaro († 1980)
- 6 settembre - Julien Green, scrittore e drammaturgo statunitense († 1998)
- 6 settembre - Irene Harand, attivista austriaca († 1975)
- 6 settembre - Pál Kalmár, cantante ungherese († 1988)
- 6 settembre - Charles Kemper, attore statunitense († 1950)
- 6 settembre - Jacques Moeschal, calciatore belga († 1956)
- 7 settembre - Joan Cross, soprano, regista teatrale e direttrice artistica britannica († 1993)
- 7 settembre - Taylor Caldwell, scrittrice britannica († 1985)
- 7 settembre - Giuseppe Zangara, criminale italiano († 1933)
- 8 settembre - Gialma Bevilacqua, arbitro di calcio italiano
- 8 settembre - Norman Bullock, calciatore e allenatore di calcio inglese († 1970)
- 8 settembre - Mario Ciceri, presbitero italiano († 1945)
- 8 settembre - Angelo Parodi, calciatore italiano († 1981)
- 8 settembre - Claude Pepper, politico statunitense († 1989)
- 9 settembre - Carlo Crotti, calciatore e allenatore di calcio italiano († 1963)
- 9 settembre - Edmund Hansen, pistard danese († 1995)
- 9 settembre - James Hilton, scrittore e sceneggiatore britannico († 1954)
- 9 settembre - Elisa Salvadori, religiosa italiana († 1987)
- 9 settembre - Attilio Tissi, alpinista, antifascista e politico italiano († 1959)
- 10 settembre - Franco Ferretti di Castelferretto, aviatore e politico italiano († 1952)
- 10 settembre - Orsino Orsini, giornalista e numismatico italiano († 1980)
- 10 settembre - Philip Van Doren Stern, scrittore, storico e editore statunitense († 1984)
- 11 settembre - Jimmy Brain, calciatore e allenatore di calcio inglese († 1971)
- 11 settembre - Semën Alekseevič Lavočkin, ingegnere aeronautico sovietico († 1960)
- 11 settembre - Redmond Garrett Prendiville, arcivescovo cattolico irlandese († 1968)
- 12 settembre - Alger "Texas" Alexander, cantante statunitense († 1954)
- 12 settembre - Antonio Maria Colini, archeologo italiano († 1989)
- 12 settembre - Haskell Curry, matematico e logico statunitense († 1982)
- 12 settembre - Holmes Zimmermann, attore tedesco († 1957)
- 14 settembre - Alberto Cavallero, maratoneta italiano († 1968)
- 14 settembre - Erich Ebermayer, scrittore, sceneggiatore e avvocato tedesco († 1970)
- 14 settembre - Robert Florey, sceneggiatore, regista e attore francese († 1979)
- 14 settembre - Gustaf Johansson, hockeista su ghiaccio svedese († 1971)
- 15 settembre - Giuseppe Di Bartolo, militare italiano († 1943)
- 15 settembre - Edoardo Donegana, calciatore argentino
- 15 settembre - Franco Gianese, calciatore italiano
- 15 settembre - Sammy Moore, pallanuotista irlandese († 1989)
- 15 settembre - Paolo Rossi, giurista e politico italiano († 1985)
- 16 settembre - Giovanni Falck, imprenditore e ingegnere italiano († 1972)
- 16 settembre - Laurence Jackson, giocatore di curling britannico († 1984)
- 16 settembre - Gino Spalmach, pittore italiano († 1966)
- 17 settembre - Michail Efimovič Katukov, generale sovietico († 1976)
- 17 settembre - Margherita Nicosia Margani, etruscologa e latinista italiana († 1971)
- 17 settembre - Renzo Pecco, chirurgo e canottiere italiano († 1975)
- 17 settembre - Mario Riva, militare e partigiano italiano († 1943)
- 17 settembre - Jules White, regista e produttore cinematografico statunitense († 1985)
- 18 settembre - Placido Maria Cambiaghi, vescovo cattolico italiano († 1987)
- 18 settembre - Giacomo Gabbiani, pittore e incisore italiano († 1989)
- 18 settembre - Carlo Maria Pintacuda, pilota automobilistico italiano († 1971)
- 18 settembre - Seewoosagur Ramgoolam, politico mauriziano († 1985)
- 18 settembre - Walther Wenck, generale tedesco († 1982)
- 19 settembre - Henri Baaij, calciatore olandese († 1943)
- 19 settembre - Raffaele Recca, politico italiano († 1954)
- 19 settembre - Duy Tân, imperatore vietnamita († 1945)
- 20 settembre - Rae Foley, scrittrice statunitense († 1978)
- 20 settembre - Joachim Jeremias, teologo e orientalista tedesco († 1979)
- 20 settembre - Nikolaj Vladimirovič Timofeev-Resovskij, genetista russo († 1981)
- 20 settembre - Willem Visser 't Hooft, partigiano e teologo olandese († 1985)
- 21 settembre - Boris Bilinskij, scenografo e costumista russo († 1948)
- 21 settembre - Robert Allen Dyer, botanico sudafricano († 1987)
- 21 settembre - Ljubov' Timofeevna Kosmodem'janskaja, attivista sovietica († 1978)
- 21 settembre - Emil Mazuw, militare tedesco († 1987)
- 22 settembre - Michelangelo Abbado, violinista italiano († 1979)
- 22 settembre - Pierre Collings, sceneggiatore statunitense († 1937)
- 22 settembre - Paul Hugh Emmett, chimico statunitense († 1985)
- 22 settembre - Alberto Marchesi, antifascista italiano († 1944)
- 22 settembre - Fermo Solari, politico, partigiano e imprenditore italiano († 1988)
- 23 settembre - David van Dantzig, matematico olandese († 1959)
- 24 settembre - Albert Henderickx, calciatore belga († 1965)
- 24 settembre - Zoltán Opata, calciatore e allenatore di calcio ungherese († 1982)
- 24 settembre - Mecha Ortiz, attrice argentina († 1987)
- 25 settembre - Paolo Davoli, partigiano, attivista e antifascista italiano († 1945)
- 25 settembre - Fritz Kolbe, diplomatico tedesco († 1971)
- 25 settembre - Artur Sirk, politico estone († 1937)
- 25 settembre - Max Weiler, allenatore di calcio e calciatore svizzero († 1969)
- 26 settembre - Suzanne Belperron, stilista e designer francese († 1983)
- 26 settembre - Giovanni Dall'Orto, politico italiano († 1989)
- 26 settembre - Vito Dumas, navigatore argentino († 1965)
- 26 settembre - Betty Francisco, attrice statunitense († 1950)
- 26 settembre - Gertrud Luckner, attivista tedesca († 1995)
- 26 settembre - Zdenka Ticharich, pianista, docente e compositrice ungherese († 1979)
- 27 settembre - Nicola Cassese, allenatore di calcio e calciatore italiano († 1968)
- 27 settembre - Erland Ellingsen, calciatore norvegese († 1973)
- 27 settembre - Vittorio Vidali, politico e antifascista italiano († 1983)
- 28 settembre - Albert Beier, calciatore tedesco († 1972)
- 28 settembre - Angelo Bellato, politico italiano († 1985)
- 28 settembre - Otto Braun, politico, scrittore e militare tedesco († 1974)
- 28 settembre - Giovanni Degni, allenatore di calcio e calciatore italiano († 1975)
- 28 settembre - César Espinoza, calciatore cileno († 1956)
- 28 settembre - Ernst Fegté, scenografo tedesco († 1976)
- 28 settembre - Rolph Schroeder, violinista tedesco († 1980)
- 29 settembre - Miguel Alemán Valdés, politico messicano († 1983)
- 29 settembre - John Ball, calciatore inglese († 1989)
- 29 settembre - Giovanni Borghetti, calciatore italiano († 1982)
- 29 settembre - Martin Reissmann, calciatore tedesco († 1971)
- 30 settembre - Pedro Arispe, calciatore uruguaiano († 1960)
- 30 settembre - Tomaso Buzzi, architetto italiano († 1981)
- 30 settembre - Georges De Spae, calciatore belga († 1974)
- 30 settembre - Widgey R. Newman, regista e attore britannico († 1944)

## Ottobre(126)
- 1º ottobre - Tommaso Altissimi, rugbista a 15 e allenatore di rugby a 15 italiano
- 1º ottobre - Mary Ethel Hayter Florey, medico australiana († 1966)
- 1º ottobre - Henry Petersen, astista danese († 1949)
- 2 ottobre - Umberto Bosco, critico letterario, storico della letteratura e italianista italiano († 1987)
- 2 ottobre - Enzo Dal Dan, calciatore italiano († 1968)
- 2 ottobre - Kim Dong-in, scrittore coreano († 1951)
- 2 ottobre - Angelo Visentin, politico italiano († 1951)
- 3 ottobre - Varvara Mjasnikova, attrice sovietica († 1978)
- 3 ottobre - Hans Nieland, funzionario tedesco († 1976)
- 3 ottobre - Thomas Wolfe, scrittore e poeta statunitense († 1938)
- 4 ottobre - Lajos Lutz, calciatore e allenatore di calcio ungherese († 1964)
- 4 ottobre - Nikolaj Vasil'evič Smirnov, matematico russo († 1966)
- 5 ottobre - Francisco Luis Bernárdez, poeta e diplomatico argentino († 1978)
- 5 ottobre - Bing Xin, scrittrice e poetessa cinese († 1999)
- 5 ottobre - Margherita Bontade, politica italiana († 1992)
- 5 ottobre - André Caillet, calciatore francese († 1925)
- 5 ottobre - Nicolai Poliakoff, artista e circense russo († 1974)
- 5 ottobre - Adolf Rambold, ingegnere e inventore tedesco († 1996)
- 6 ottobre - Willy Merkl, alpinista e ingegnere tedesco († 1934)
- 7 ottobre - Onorato Bonzani, calciatore e allenatore di calcio italiano († 1976)
- 7 ottobre - Andy Bothwell, calciatore nordirlandese († 1928)
- 7 ottobre - Herbert Butterfield, storico e filosofo britannico († 1979)
- 7 ottobre - Wilf Chadwick, calciatore inglese († 1973)
- 7 ottobre - Octavio Díaz, calciatore argentino († 1973)
- 7 ottobre - Roger François, sollevatore francese († 1949)
- 7 ottobre - Michele Galli, politico italiano († 1976)
- 7 ottobre - Ralph W. Gerard, scienziato statunitense († 1974)
- 7 ottobre - Heinrich Himmler, generale, poliziotto e criminale di guerra tedesco († 1945)
- 8 ottobre - René Bastard, illustratore e scrittore francese († 1975)
- 8 ottobre - Alfredo Carricaberry, calciatore argentino († 1942)
- 9 ottobre - Mario Ardissone, calciatore italiano († 1975)
- 9 ottobre - Harry Bates, scrittore di fantascienza e curatore editoriale statunitense († 1981)
- 9 ottobre - Victor-Alain Berto, presbitero francese († 1968)
- 9 ottobre - Silvio Cator, lunghista e altista haitiano († 1952)
- 9 ottobre - Henri Lauvaux, mezzofondista francese († 1970)
- 9 ottobre - Antonio Lippi, generale e aviatore italiano († 1957)
- 9 ottobre - Michele Melazzini, banchiere e politico italiano († 1981)
- 9 ottobre - Ismael Nery, pittore brasiliano († 1934)
- 9 ottobre - Alastair Sim, attore britannico († 1976)
- 9 ottobre - Elmer Snowden, suonatore di banjo, direttore d'orchestra e chitarrista statunitense († 1973)
- 10 ottobre - Umberto Bertini, paroliere e compositore italiano († 1987)
- 10 ottobre - Gregory Gaye, attore russo († 1993)
- 10 ottobre - Helen Hayes, attrice statunitense († 1993)
- 10 ottobre - Karl Kaufmann, politico e militare tedesco († 1969)
- 10 ottobre - Umberto Marzocchi, antifascista e anarchico italiano († 1986)
- 10 ottobre - Wilhelm Rediess, generale tedesco († 1945)
- 10 ottobre - Han van Senus, pallanuotista olandese († 1976)
- 10 ottobre - Franz Walter Stahlecker, generale tedesco († 1942)
- 11 ottobre - Boris Efimov, vignettista sovietico († 2008)
- 11 ottobre - Hans Christian Sørensen, ginnasta danese († 1984)
- 12 ottobre - Vittorio Cioni, canottiere italiano († 1981)
- 12 ottobre - Pëtr Ežov, calciatore sovietico († 1975)
- 13 ottobre - Carlo De Stefani, politico e antifascista italiano († 1971)
- 13 ottobre - Ghislaine Dommanget, attrice teatrale francese († 1991)
- 14 ottobre - William Edwards Deming, ingegnere, saggista e dirigente d'azienda statunitense († 1993)
- 14 ottobre - Leone Lodi, scultore e pittore italiano († 1974)
- 14 ottobre - Roland Penrose, pittore, storico e poeta britannico († 1984)
- 15 ottobre - Fritz Feld, attore tedesco († 1993)
- 15 ottobre - Lauro Gazzolo, attore e doppiatore italiano († 1970)
- 15 ottobre - Mervyn LeRoy, regista, produttore cinematografico e attore statunitense († 1987)
- 15 ottobre - Francesco Manzo, politico italiano († 1964)
- 16 ottobre - Primo Conti, pittore, compositore e scrittore italiano († 1988)
- 16 ottobre - Lloyd Corrigan, attore, regista e sceneggiatore statunitense († 1969)
- 16 ottobre - Filibello, paroliere, giornalista e compositore italiano († 1995)
- 16 ottobre - Philip Ford, regista e attore statunitense († 1976)
- 16 ottobre - Goose Goslin, giocatore di baseball statunitense († 1971)
- 16 ottobre - Tameichi Hara, militare giapponese († 1980)
- 16 ottobre - Giuseppina Allegri Tassoni, storica dell'arte e saggista italiana († 1997)
- 17 ottobre - Jean Arthur, attrice statunitense († 1991)
- 17 ottobre - Alfred Mirsky, biologo statunitense († 1974)
- 17 ottobre - Yvor Winters, poeta e critico letterario statunitense († 1945)
- 18 ottobre - Giuseppe Crivelli, canottiere italiano († 1950)
- 18 ottobre - Gaspare Pignatelli, politico italiano († 1980)
- 18 ottobre - József Sándor, calciatore ungherese († 1948)
- 18 ottobre - Lamar Trotti, sceneggiatore e giornalista statunitense († 1952)
- 19 ottobre - Erna Berger, soprano tedesco († 1990)
- 19 ottobre - Georg Häfner, presbitero tedesco († 1942)
- 19 ottobre - Pietro Micheletti, militare italiano († 2005)
- 19 ottobre - Romolo Parboni, pugile italiano († 1970)
- 19 ottobre - Bill Ponsford, crickettista australiano († 1991)
- 19 ottobre - Theodoro Valcárcel, compositore peruviano († 1942)
- 20 ottobre - Ettore Bonelli, violinista e compositore italiano († 1986)
- 20 ottobre - Guido Carobbi, mineralogista italiano († 1983)
- 20 ottobre - Gustavo Francesconi, calciatore italiano
- 20 ottobre - Rodolfo Halffter, compositore e direttore d'orchestra spagnolo († 1987)
- 20 ottobre - Josef Novák, calciatore cecoslovacco († 1974)
- 21 ottobre - Konrad Granström, ginnasta svedese († 1982)
- 21 ottobre - Srinagarindra, principessa thailandese († 1995)
- 21 ottobre - Henryk Szaro, regista e sceneggiatore polacco († 1942)
- 21 ottobre - Marinus Valentijn, ciclista su strada e pistard olandese († 1991)
- 21 ottobre - Dmitrij Ivanovič Vasil'ev, regista cinematografico sovietico († 1984)
- 22 ottobre - James Hall, attore statunitense († 1940)
- 22 ottobre - Edward Stettinius, politico statunitense († 1949)
- 23 ottobre - Valerian Gracias, cardinale e arcivescovo cattolico indiano († 1978)
- 23 ottobre - Seweryn Kulesza, cavaliere polacco († 1983)
- 23 ottobre - Oliver Law, sindacalista statunitense († 1937)
- 24 ottobre - I. Stanford Jolley, attore statunitense († 1978)
- 24 ottobre - Henry Sturgis Morgan, banchiere statunitense († 1982)
- 24 ottobre - Joseph Nemours Pierre-Louis, magistrato e politico haitiano († 1966)
- 25 ottobre - Funmilayo Ransome-Kuti, politica e attivista nigeriana († 1978)
- 25 ottobre - William Stevenson, avvocato, ambasciatore e velocista statunitense († 1985)
- 26 ottobre - Ibrahim 'Abbud, generale e politico sudanese († 1983)
- 26 ottobre - Karin Boye, scrittrice, poetessa e critica letteraria svedese († 1941)
- 26 ottobre - Pierre Braine, calciatore belga († 1951)
- 26 ottobre - Mark Sandrich, regista, sceneggiatore e produttore cinematografico statunitense († 1945)
- 26 ottobre - Henri Van Averbeke, calciatore belga († 1946)
- 27 ottobre - Sante Brinati, politico e antifascista italiano († 1975)
- 27 ottobre - John Hennessey, tennista statunitense († 1981)
- 27 ottobre - Lidija Ruslanova, cantante sovietica († 1973)
- 27 ottobre - Vittori, calciatore italiano
- 27 ottobre - Ko Willems, pistard olandese († 1983)
- 28 ottobre - Richard Cleire, missionario e vescovo cattolico belga († 1968)
- 28 ottobre - Fermín Estrella Gutiérrez, scrittore e poeta spagnolo († 1990)
- 28 ottobre - Silvio Tavolaro, magistrato italiano († 1971)
- 29 ottobre - Andrej Bagar, attore, regista teatrale e politico slovacco († 1966)
- 29 ottobre - Domenico Larussa, politico e avvocato italiano († 1975)
- 29 ottobre - Rudolf Lippert, cavaliere tedesco († 1945)
- 29 ottobre - Dinty Moore, hockeista su ghiaccio canadese († 1976)
- 30 ottobre - Giovanni Acquaviva, pittore italiano († 1971)
- 30 ottobre - Ragnar Granit, neurofisiologo finlandese († 1991)
- 30 ottobre - Agustín Lara, compositore e cantante messicano († 1970)
- 30 ottobre - Elena Luzzatto, architetta italiana († 1983)
- 30 ottobre - Roberto Tremelloni, politico e giornalista italiano († 1987)
- 30 ottobre - Maurice Ville, ciclista su strada francese († 1982)
- 31 ottobre - Cal Hubbard, giocatore di football americano e arbitro di baseball statunitense († 1977)
- 31 ottobre - Lucia Schiavinato, personalità religiosa italiana († 1976)

## Novembre(117)
- 1º novembre - Albert Cadwell, calciatore inglese († 1944)
- 1º novembre - Rino Daus, politico italiano († 1921)
- 1º novembre - Corrado Tagliamonte, ammiraglio italiano († 1997)
- 2 novembre - Carola Neher, attrice teatrale tedesca († 1942)
- 2 novembre - Pietro Pastorino, velocista italiano
- 2 novembre - Pietro Ristori, politico, sindacalista e partigiano italiano († 1984)
- 2 novembre - Jorge Sarmiento, calciatore peruviano († 1957)
- 3 novembre - Michail Astangov, attore sovietico († 1965)
- 3 novembre - Adolf Dassler, imprenditore tedesco († 1978)
- 3 novembre - Leo Löwenthal, sociologo e filosofo tedesco († 1993)
- 3 novembre - Judson Melford, attore statunitense († 1978)
- 3 novembre - Henri Pensis, direttore d'orchestra, compositore e violinista lussemburghese († 1958)
- 3 novembre - Pinchi, paroliere italiano († 1971)
- 3 novembre - Egidio Renzi, operaio, partigiano e antifascista italiano († 1944)
- 3 novembre - Nikolaj Fëdorovič Pogodin, drammaturgo russo († 1962)
- 4 novembre - Bullet Baker, giocatore di football americano statunitense († 1961)
- 4 novembre - Luigi Lucioni, pittore italiano († 1988)
- 4 novembre - Sergej Dmitrievič Vasil'ev, regista e sceneggiatore sovietico († 1959)
- 5 novembre - Rodolfo Del Minio, militare italiano († 1962)
- 5 novembre - Leo Giacosa, calciatore italiano
- 5 novembre - Philip MacDonald, scrittore britannico († 1980)
- 5 novembre - John Guy Porter, astronomo britannico († 1981)
- 5 novembre - Natalie Schafer, attrice statunitense († 1991)
- 5 novembre - Ethelwynn Trewavas, ittiologa britannica († 1993)
- 5 novembre - Ambrogio Viale, politico italiano († 1976)
- 6 novembre - Pavel Alekseevič Kuročkin, generale sovietico († 1989)
- 6 novembre - Fermo Marelli, imprenditore e dirigente d'azienda italiano († 1990)
- 6 novembre - Umberto Riccobaldi, calciatore italiano († 1980)
- 6 novembre - Luigi Davide Roveda, calciatore italiano († 1977)
- 7 novembre - Nellie Campobello, scrittrice messicana († 1986)
- 7 novembre - Efrem Kurtz, direttore d'orchestra russo († 1995)
- 8 novembre - József Eisenhoffer, calciatore e allenatore di calcio ungherese († 1945)
- 8 novembre - Margaret Mitchell, scrittrice e giornalista statunitense († 1949)
- 8 novembre - Mihailo Vukdragović, compositore e direttore d'orchestra serbo († 1967)
- 9 novembre - Aldo Castelli, artista italiano († 1965)
- 9 novembre - Eugenio Da Venezia, pittore italiano († 1992)
- 9 novembre - Enrico Gianeri, giornalista e disegnatore italiano († 1984)
- 9 novembre - Bluma Zeigarnik, psicologa e psichiatra lituana († 1988)
- 10 novembre - Trygve Aasen, calciatore norvegese († 1938)
- 11 novembre - Halina Konopacka, discobola polacca († 1989)
- 11 novembre - John Longden, attore britannico († 1971)
- 11 novembre - Mario Salfi, zoologo, biologo e entomologo italiano († 1970)
- 12 novembre - Adile Hanimsultan, principessa ottomana († 1979)
- 12 novembre - Robert Afflerbach, calciatore svizzero († 1953)
- 12 novembre - Anthony Weldon, calciatore e allenatore di calcio scozzese († 1953)
- 13 novembre - Lorenzo Guerrero Gutiérrez, politico nicaraguense († 1981)
- 13 novembre - Fred Kolberg, pugile statunitense († 1965)
- 13 novembre - Worthington Miner, regista, produttore cinematografico e sceneggiatore statunitense († 1982)
- 14 novembre - Aaron Copland, compositore statunitense († 1990)
- 15 novembre - Joe Brennan, cestista e allenatore di pallacanestro statunitense († 1989)
- 15 novembre - Carlo Cerruti, politico italiano († 1978)
- 15 novembre - Madeline e Marion Fairbanks, attrice statunitense († 1989)
- 15 novembre - Bice Lazzari, pittrice italiana († 1981)
- 15 novembre - Aurelio Menegazzi, ciclista su strada e pistard italiano († 1979)
- 15 novembre - László Rédei, matematico ungherese († 1980)
- 16 novembre - Eugenio Bossilkov, vescovo cattolico bulgaro († 1952)
- 16 novembre - Wacław Czerwiński, ingegnere polacco († 1988)
- 16 novembre - Nikolaj Ėrdman, drammaturgo e sceneggiatore sovietico († 1970)
- 16 novembre - Eliška Junková, pilota automobilistica cecoslovacca († 1994)
- 16 novembre - Andrea Gregar, allenatore di calcio e calciatore italiano († 1977)
- 16 novembre - Emerson Norton, multiplista statunitense († 1986)
- 17 novembre - Michele Carnino, ammiraglio italiano († 1978)
- 17 novembre - Romolo Galassi, militare italiano († 1936)
- 17 novembre - Władysław Moes, nobile polacco († 1986)
- 18 novembre - William Wallace Smith, predicatore e religioso statunitense († 1989)
- 19 novembre - Bunny Ahearne, dirigente sportivo irlandese († 1985)
- 19 novembre - Gertrude d'Asburgo-Lorena, nobile († 1962)
- 19 novembre - Michail Alekseevič Lavrent'ev, matematico sovietico († 1980)
- 19 novembre - Aleksandr Aleksandrovič Novikov, generale sovietico († 1976)
- 19 novembre - Anna Seghers, scrittrice tedesca († 1983)
- 20 novembre - Margaret Bailey Speer, educatrice e missionaria statunitense († 1997)
- 20 novembre - Giovanni Gaia, calciatore e giornalista italiano († 1956)
- 20 novembre - Chester Gould, fumettista statunitense († 1985)
- 20 novembre - Raffaele Manganiello, dirigente sportivo e politico italiano († 1944)
- 20 novembre - Jean de Suarez d'Aulan, bobbista francese († 1944)
- 21 novembre - Humbert Achamer-Pifrader, giurista, militare e agente segreto austriaco († 1945)
- 21 novembre - Alice Calhoun, attrice statunitense († 1966)
- 21 novembre - Jean Hans, ciclista su strada francese († 1959)
- 21 novembre - Celso Ranieri, generale e aviatore italiano († 1966)
- 21 novembre - Emanuel Ringelblum, storico polacco († 1944)
- 21 novembre - Riccardo Salvador, politico italiano († 1993)
- 21 novembre - Enrico Simonini, calciatore italiano († 1959)
- 22 novembre - Lin Fengmian, pittore cinese († 1991)
- 23 novembre - Cesare Alberti, calciatore italiano († 1932)
- 23 novembre - Frederic Chapin Lane, storico statunitense († 1984)
- 24 novembre - Antonín Novotný, nuotatore e pallanuotista cecoslovacco († 1962)
- 24 novembre - Kurt Richter, scacchista e compositore di scacchi tedesco († 1969)
- 25 novembre - Jean Astier de Villatte, militare e aviatore francese († 1985)
- 25 novembre - Helen Gahagan Douglas, attrice e politica statunitense († 1980)
- 25 novembre - James Dunn, calciatore scozzese († 1963)
- 25 novembre - Jan Hora, nuotatore e pallanuotista cecoslovacco († 1953)
- 25 novembre - Risei Kanō, judoka e dirigente sportivo giapponese († 1986)
- 25 novembre - Margaret Livingston, attrice statunitense († 1985)
- 25 novembre - Gaetano Martino, politico e medico italiano († 1967)
- 25 novembre - Sonya Noskowiak, fotografa tedesca († 1975)
- 25 novembre - Arthur Schwartz, compositore e produttore cinematografico statunitense († 1984)
- 26 novembre - Giorgio Agostinelli, calciatore italiano († 1968)
- 26 novembre - Contardo Barbieri, pittore italiano († 1966)
- 26 novembre - Luigi Dodi, architetto, ingegnere e urbanista italiano († 1983)
- 26 novembre - Edgar Kail, calciatore inglese († 1976)
- 27 novembre - Pasquale Sacco, carabiniere italiano († 1943)
- 27 novembre - Erwin Schulz, militare e agente segreto tedesco († 1981)
- 27 novembre - Isabella d'Orléans, nobile francese († 1983)
- 28 novembre - Giacomo Bisiach, liutaio italiano († 1995)
- 28 novembre - Aurelio Boza Masvidal, scrittore e critico letterario cubano († 1959)
- 28 novembre - J. C. Daniel, regista, sceneggiatore e produttore cinematografico indiano († 1975)
- 29 novembre - Alberico Biadene, ingegnere e alpinista italiano († 1985)
- 29 novembre - Mildred Gillars, conduttrice radiofonica statunitense († 1988)
- 29 novembre - Jørgen-Frantz Jacobsen, scrittore faroese († 1938)
- 29 novembre - Håkan Malmrot, nuotatore svedese († 1987)
- 29 novembre - Nello Rosselli, storico, giornalista e antifascista italiano († 1937)
- 29 novembre - Stjepan Vrbančić, calciatore jugoslavo († 1988)
- 30 novembre - Geoffrey Household, scrittore inglese († 1988)
- 30 novembre - Mary Lasker, antiquaria e filantropa statunitense († 1994)
- 30 novembre - Hake Talbot, scrittore statunitense († 1986)
- 30 novembre - Luigi Stipa, ufficiale e partigiano italiano († 1992)
- 30 novembre - Francesco Zagar, astronomo e matematico italiano († 1976)

## Dicembre(101)
- 1º dicembre - Pier Carlo Landucci, presbitero e teologo italiano († 1986)
- 1º dicembre - Angiolo Treves, schermidore italiano († 1960)
- 2 dicembre - Alfred Drexel, alpinista e ingegnere tedesco († 1934)
- 2 dicembre - Willy Rösingh, canottiere olandese († 1976)
- 2 dicembre - Costantino Stella, arcivescovo cattolico italiano († 1973)
- 2 dicembre - Luigi Stracciari, pittore e scenografo italiano († 1943)
- 3 dicembre - Jack Cameron, hockeista su ghiaccio canadese († 1981)
- 3 dicembre - Ulrich Inderbinen, alpinista svizzero († 2004)
- 3 dicembre - Richard Kuhn, biochimico tedesco († 1967)
- 4 dicembre - Eduardo Arbide, calciatore spagnolo († 1987)
- 4 dicembre - Quintino Cataudella, grecista, latinista e traduttore italiano († 1984)
- 4 dicembre - Waldemar Levy Cardoso, militare brasiliano († 2009)
- 5 dicembre - Jimmy Dimmock, calciatore inglese († 1972)
- 5 dicembre - Robert Joyaut, calciatore francese († 1966)
- 5 dicembre - Marion Orth, sceneggiatrice statunitense († 1984)
- 6 dicembre - Germán Arciniegas, giornalista e storico colombiano († 1999)
- 6 dicembre - Adolf Flubacher, calciatore svizzero († 1995)
- 6 dicembre - Agnes Moorehead, attrice statunitense († 1974)
- 6 dicembre - Franz Schütz, calciatore tedesco († 1955)
- 6 dicembre - George Eugene Uhlenbeck, fisico olandese († 1988)
- 6 dicembre - Anton Ukmar, politico e partigiano italiano († 1978)
- 7 dicembre - Kateryna Bilokur, artista ucraina († 1961)
- 7 dicembre - Christian Matras, linguista e poeta faroese († 1988)
- 8 dicembre - Georg Hornstein, antifascista tedesco († 1942)
- 8 dicembre - Irene Lentz, costumista e attrice statunitense († 1962)
- 8 dicembre - Sun Li-jen, generale cinese († 1990)
- 8 dicembre - Emilio Vidal, calciatore e allenatore di calcio spagnolo († 1968)
- 9 dicembre - Joseph Needham, storico della scienza, biochimico e sinologo britannico († 1995)
- 10 dicembre - James Wilfred Cook, chimico inglese († 1975)
- 10 dicembre - Rico Lebrun, pittore e scultore italiano († 1964)
- 11 dicembre - Émile Gagnan, ingegnere francese († 1984)
- 12 dicembre - Alexandru Borbely, calciatore rumeno († 1987)
- 12 dicembre - Sammy Davis Sr., ballerino e attore statunitense († 1988)
- 12 dicembre - Fritz Kraemer, generale tedesco († 1959)
- 12 dicembre - David Meiklejohn, calciatore e allenatore di calcio scozzese († 1959)
- 12 dicembre - Mária Telkes, biofisica e inventrice ungherese († 1995)
- 13 dicembre - Ionel Perlea, direttore d'orchestra e compositore rumeno († 1970)
- 13 dicembre - Karel Teige, artista cecoslovacco († 1951)
- 14 dicembre - Juan D'Arienzo, musicista argentino († 1976)
- 15 dicembre - Vasilij Ivanovič Abaev, linguista sovietico († 2001)
- 15 dicembre - Pierre Marot, medievista francese († 1992)
- 15 dicembre - Francesco Messina, scultore italiano († 1995)
- 15 dicembre - Hellé Nice, pilota automobilistica e modella francese († 1984)
- 16 dicembre - Rudolf Diels, politico e militare tedesco († 1957)
- 16 dicembre - Horatio Fitch, velocista statunitense († 1985)
- 16 dicembre - László Kalmár, regista e sceneggiatore ungherese († 1980)
- 16 dicembre - Giuseppe Monticone, calciatore italiano († 1924)
- 16 dicembre - Victor Sawdon Pritchett, scrittore e critico letterario britannico († 1997)
- 17 dicembre - Mary Cartwright, matematica britannica († 1998)
- 17 dicembre - Marcello Nizzola, lottatore italiano († 1947)
- 17 dicembre - Katina Paxinou, attrice greca († 1973)
- 17 dicembre - József von Platthy, cavaliere ungherese († 1990)
- 18 dicembre - Robus, calciatore spagnolo
- 18 dicembre - Giulio Gra, ingegnere e architetto italiano († 1958)
- 18 dicembre - Darrell Silvera, scenografo statunitense († 1983)
- 18 dicembre - Suzy Solidor, cantante e attrice francese († 1983)
- 19 dicembre - Géza von Cziffra, regista, sceneggiatore e produttore cinematografico ungherese († 1989)
- 19 dicembre - János Hungler, calciatore e allenatore di calcio ungherese († 1970)
- 19 dicembre - Enrique Luño Peña, giurista spagnolo († 1985)
- 19 dicembre - René Rottenfluc, lottatore francese († 1962)
- 20 dicembre - Lissy Arna, attrice tedesca († 1964)
- 20 dicembre - Gabby Hartnett, giocatore di baseball e allenatore di baseball statunitense († 1972)
- 21 dicembre - Marinus van der Goes van Naters, politico olandese († 2005)
- 21 dicembre - Ramón Sánchez Pizjuán, dirigente sportivo e avvocato spagnolo († 1956)
- 22 dicembre - Marc Allégret, regista e sceneggiatore francese († 1973)
- 22 dicembre - Erich Frost, compositore tedesco († 1987)
- 22 dicembre - John Slater, fisico e chimico statunitense († 1976)
- 23 dicembre - Kenneth Barker, attore britannico († 1986)
- 23 dicembre - Marie Bell, attrice francese († 1985)
- 23 dicembre - Arnold Bode, pittore tedesco († 1977)
- 23 dicembre - André Dupont-Sommer, orientalista francese († 1983)
- 23 dicembre - Jorge del Moral, compositore e pianista messicano († 1941)
- 24 dicembre - Gunnar Dahl, calciatore norvegese († 1940)
- 24 dicembre - Voldemārs Plade, calciatore lettone († 1961)
- 24 dicembre - Giuseppe Rossoni, calciatore italiano († 1980)
- 24 dicembre - František Ryšavý, calciatore cecoslovacco († 1976)
- 24 dicembre - Hawayo Takata, giapponese († 1980)
- 25 dicembre - Ludwig Bertele, ingegnere tedesco († 1985)
- 25 dicembre - Enrico Bottazzi, calciatore italiano († 1938)
- 25 dicembre - Ioannis Paraskevopoulos, politico e banchiere greco († 1984)
- 25 dicembre - Giuseppe Scarpi, arbitro di calcio italiano († 1952)
- 25 dicembre - Gladys Swarthout, mezzosoprano e attrice statunitense († 1969)
- 26 dicembre - Antoni Zygmund, matematico polacco († 1992)
- 27 dicembre - Karl Haas, musicista, musicologo e direttore d'orchestra tedesco († 1970)
- 27 dicembre - Teresa Sensi, scrittrice e giornalista italiana († 1993)
- 27 dicembre - Hans Stuck, pilota automobilistico tedesco († 1978)
- 27 dicembre - Juan de Orduña, attore e regista cinematografico spagnolo († 1974)
- 28 dicembre - Birger Holmqvist, hockeista su ghiaccio svedese († 1989)
- 28 dicembre - Ted Lyons, giocatore di baseball e allenatore di baseball statunitense († 1986)
- 28 dicembre - Natalio Perinetti, calciatore argentino († 1985)
- 29 dicembre - Giuseppe Gardella, medico italiano († 1964)
- 29 dicembre - René Grimm, calciatore svizzero († 1991)
- 29 dicembre - Nicolas Hoydonckx, calciatore belga († 1985)
- 29 dicembre - Luigi Modoni, calciatore italiano
- 29 dicembre - Riccardo Panzacchi, calciatore italiano
- 30 dicembre - Angiolo Del Lungo, giornalista italiano († 1986)
- 30 dicembre - Manuel Fleitas Solich, allenatore di calcio e calciatore paraguaiano († 1984)
- 31 dicembre - Luigi Colacicchi, compositore, direttore di coro e etnomusicologo italiano († 1976)
- 31 dicembre - Aleksandr Nikolaevič Dejč, astronomo sovietico († 1986)
- 31 dicembre - Stephen Neill, teologo e biblista britannico († 1984)
- 31 dicembre - Ivan Riley, ostacolista statunitense († 1943)

## Senza giorno specificato(87)
- Hassa bint Ahmad al-Sudayri, saudita († 1969)
- Giannīs Andrianopoulos, calciatore greco († 1958)
- Boyd Atkins, sassofonista e violinista statunitense († 1965)
- Fausto Atti, politico e rivoluzionario italiano († 1945)
- Mieczysław Batsch, calciatore polacco († 1977)
- Renato Bertelli, artista e scultore italiano († 1974)
- Arturo Bianchi, militare italiano († 1945)
- Antonio Boggeri, fotografo e pubblicitario italiano († 1989)
- Anna Borkowska, religiosa polacca († 1988)
- Andrée Bosquet, pittrice belga († 1980)
- Giovanni Bottaioli, politico italiano († 1959)
- Esmée Bulnes, ballerina, direttrice artistica e coreografa britannica († 1986)
- Carlo Cappelletti, botanico e docente italiano († 1990)
- Attilio Cattani, diplomatico italiano († 1972)
- Vincenzo Cersosimo, magistrato italiano († 1969)
- Gino Cervesi, ingegnere italiano († 1967)
- Ángel Chiesa, calciatore argentino († 1961)
- Giuseppe Cipriani, imprenditore italiano († 1980)
- Ambrogio Colombo, ingegnere e aviatore italiano († 1939)
- Carlo Concina, compositore, direttore d'orchestra e paroliere italiano († 1968)
- Marcello Cortopassi, direttore d'orchestra, compositore e arrangiatore italiano († 1975)
- Mario Cussino, illustratore e pubblicitario italiano († 1990)
- Andrea Damiano, scrittore, traduttore e giornalista italiano († 1963)
- Paul E. P. Deraniyagala, paleontologo, zoologo e artista singalese († 1976)
- Franz Dienert, calciatore tedesco
- Stuart Dodd, sociologo statunitense († 1975)
- Delfino Eoli, imprenditore italiano († 1971)
- Federico Guglielmo Fortini, militare italiano († 1938)
- Edward B. Garrison, storico dell'arte statunitense († 1981)
- Emilio Geiler, scrittore svizzero († 1971)
- Mirko Giobbe, giornalista italiano
- Ercole Graziadei, avvocato italiano († 1981)
- Joseph Arthur Gregory, militare canadese († 1971)
- Melahat Gürsel, turca († 1975)
- Faustino Harrison, politico e notaio uruguaiano († 1963)
- Nicolae Hönigsberg, calciatore rumeno
- Edgar Augustus Jerome Johnson, economista statunitense († 1972)
- Marcel Josserand, micologo francese († 1992)
- Erika Giovanna Klien, pittrice e pedagoga austriaca († 1957)
- Giovanni La Magna, grecista italiano († 1968)
- Piero Landini, geografo italiano († 1988)
- Herbert I. Leeds, regista e montatore statunitense († 1954)
- Zietta Liù, scrittrice e giornalista italiana († 1987)
- Manuel López Llamosas, calciatore spagnolo († 1975)
- Attilio Maiocchi, pittore italiano († 1968)
- Maria Martone Napolitano, traduttrice e giornalista italiana
- May Mirin, fotografa statunitense († 1997)
- Silvio Mix, compositore e direttore d'orchestra italiano († 1927)
- Giuseppe Moccagatta, imprenditore, politico e dirigente sportivo italiano († 1946)
- Padmaja Naidu, attivista e politica indiana († 1975)
- Lodovico Obexer, bobbista italiano
- Davide Okelo e Gildo Irwa, beato ugandese († 1918)
- Vicente Palacios, calciatore spagnolo († 1936)
- Irma Pavone Grotta, illustratrice e grafica italiana († 1972)
- Spyros Peristerīs, compositore greco († 1966)
- Geoffrey Phibbs, poeta irlandese († 1956)
- Alexandru A. Philippide, scrittore rumeno († 1979)
- Flavio Poli, designer, ceramista e pittore italiano († 1984)
- Enrico Pucci, sollevatore italiano
- Trần Quang Trân, pittore, artista e illustratore vietnamita († 1969)
- Raja Jemaah, sovrana malese († 1973)
- Luigi Roasio, calciatore italiano († 1963)
- Pietro Robotti, imprenditore e filantropo italiano († 1988)
- Filippo Rolando, paroliere, compositore e direttore d'orchestra italiano († 1969)
- Salvatore Roncoroni, calciatore italiano
- Paolo Rossi De Paoli, architetto e ingegnere italiano († 1966)
- Gino Rossini, politico e partigiano italiano († 1948)
- Francesco Safina, medico italiano († 1987)
- Umberto Saracini, militare italiano († 1941)
- U Saw, politico birmano († 1948)
- Giulio Cesare Silvagni, romanziere, attore e scenografo italiano († 1984)
- Mario Spagnoli, imprenditore italiano († 1977)
- Seoul City Sue, missionaria statunitense († 1969)
- Guglielmo Tabacchi, imprenditore italiano († 1974)
- Edward Joseph Todhunter, militare britannico († 1976)
- Hannah Troy, stilista statunitense († 1993)
- Nobuko Tsuchiura, architetta giapponese († 1998)
- Tullio Vallino, avvocato e partigiano italiano († 1958)
- Gérard Freebairn Vultee, ingegnere statunitense († 1938)
- Hermann Westerhaus, ginnasta e docente tedesco († 1973)
- Carl Widmer, ginnasta svizzero
- Umberto Zannelli, calciatore italiano († 1975)
- Francisc Zimmermann, calciatore rumeno
- Turki I bin Abd al-Aziz Al Sa'ud, principe saudita († 1919)
- Francisco de Almeida Fleming, attore, sceneggiatore e regista brasiliano († 1999)
- Antonio de Almeida, medico e antropologo portoghese († 1984)
- Vladimir Georgievič Šmidtgof, regista cinematografico russo († 1944)